# Filipijnen
De Filipijnen (of Filippijnen) (uitspraak: [filiˈpɛɪnə(n)]), officieel de Republiek der Filipijnen (Filipijns: Republika ng Pilipinas, Engels: Republic of the Philippines), is een republiek in Zuidoost-Azië. De archipel bestaat uit 7641 eilanden, waarvan de grootste twee Luzon en Mindanao zijn. Deze beide eilanden beslaan samen zo'n twee derde van de oppervlakte van het land, dat met ongeveer 300.000 km² ruim zeven maal zo groot is als Nederland en ruim negen maal zo groot als België. De Filipijnen hadden bij de laatste officiële census in 2015 bijna 101 miljoen inwoners.
Door de locatie van de Filipijnen nabij de Pacifische Ring van Vuur en de evenaar zijn de Filipijnen gevoelig voor aardbevingen en tyfoons. Deze locatie zorgt echter ook voor relatief veel natuurlijke hulpbronnen en een grote biodiversiteit.
Ruy López de Villalobos noemde tijdens zijn mislukte expeditie in 1543 de eilandengroep naar de toenmalige kroonprins van Spanje, Filips II. Daarna waren de Filipijnen ruim 300 jaar lang een Spaanse kolonie, tot de archipel in 1898 aan het eind van de Spaans-Amerikaanse Oorlog in Amerikaanse handen kwam. Hoewel de Filipijnse revolutionaire beweging onder leiding van Emilio Aguinaldo op 12 juni 1898 de onafhankelijkheid uitriep, zou het nog tot 4 juli 1946 duren voor het daadwerkelijk zover was. De Filipijnen hebben door de langdurige kolonisatie door Spanje en de Verenigde Staten veel westerse kenmerken. Zo is een groot deel van de bevolking katholiek, het is na Brazilië en Mexico het grootste katholieke land ter wereld.
De Filipijnen kennen een scherpe tegenstelling tussen arm en rijk. Er is sprake van een kleine, rijke elite en een groot arm deel van de bevolking dat veelal onder het bestaansminimum leeft. De elite heeft zowel op economisch als op politiek gebied de touwtjes in handen. In de jaren 70 werd het land op dictatoriale wijze geregeerd door president Ferdinand Marcos. Diens opvolger Corazon Aquino, de eerste vrouwelijke president van het land, herstelde de democratie weer, maar een economische opleving bleef uit. Ook werden problemen, zoals de corruptie, de ongelijke verdeling van rijkdom en het grondbezit tijdens haar regeerperiode en die van haar opvolgers niet aangepakt. De huidige president is Ferdinand Marcos jr.

## Geschiedenis

### Vroege geschiedenis
De eerste menselijke bewoning van de Filipijnen dateert van minimaal 50.000 jaar geleden. De oudste fossiele resten van mensen in de Filipijnen werden gevonden in de Tabongrot in Palawan en zijn gedateerd op een leeftijd van zo'n 24.000 jaar. Andere archeologische vondsten wijzen er echter op dat deze Tabonmens al 30- tot 50.000 jaar geleden gebruikmaakte van deze grot. Veel later, vanaf ongeveer 4000 voor Christus, arriveerden andere mensen vanuit de Indonesische eilanden en het vasteland van Azië. De mensen op de Filipijnen leefden lange tijd zeer geïsoleerd en zonder veel contact met de mensen uit andere delen van de regio. Er waren geen koninkrijken of soortgelijke samenlevingsvormen. De mensen leefden daarentegen in kleine gemeenschappen - de zogenaamde barangays - van enkele tientallen families, met aan het hoofd een datu. Slechts op enkele locaties waren de gemeenschappen wat groter.
Vanaf de dertiende eeuw was er meer contact met de buitenwereld. Zo werd er in die tijd door de gemeenschappen langs de Filipijnse kusten handel gedreven met Chinese handelaren. Niet veel later kwamen met name de bewoners van de zuidelijk gelegen Sulu-eilanden en Mindanao in contact met de islam. In de 15e eeuw werd het Sultanaat van Sulu gesticht en tegen het eind van de 16e eeuw volgde het Sultanaat van Maguindanao.

### Spaanse kolonie
In 1521 arriveerde de Spaanse expeditie onder leiding van Magellaan op de archipel. Hij probeerde de lokale bevolking tot het christendom te bekeren, wat hem uiteindelijk tijdens een veldslag met Lapu-Lapu op het eiland Mactan vlak bij Cebu fataal werd. De Spaanse interesse in het gebied bleef echter aanhouden en enkele tientallen jaren later, in 1565, werd een begin gemaakt met de kolonisatie van de Filipijnen door een expeditie onder leiding van Miguel López de Legazpi. In 1571 werd Maynilad (het tegenwoordige Manilla) veroverd. Na het aanvoeren van nieuwe troepen uit Nieuw-Spanje werd het land stap voor stap verder onder controle van de Spanjaarden gebracht. De Filipijnen zouden echter voor de Spanjaarden bij lange na niet zo lucratief blijken te zijn als de Spaanse kolonies in Amerika. De handel met de Manillagaljoenen, waarbij tweemaal per jaar handelswaar vanuit China en India naar Nieuw-Spanje werd vervoerd, domineerde het beleid van de Spanjaarden. De economie van het land werd tot aan het begin van de 19e eeuw nauwelijks ontwikkeld. Een belangrijk ander doel van de Spanjaarden was de bekering van de Filipino's tot het katholicisme. Hierbij was een grote rol weggelegd voor de missionarissen van de grote katholieke kloosterordes: de franciscanen, de augustijnen, de dominicanen en de jezuïeten. De controle over Mindanao zou tot de 19e eeuw echter marginaal blijven, hetgeen een reden was voor de Moro's te betwisten dat ze deel van de Filipijnen uitmaakten. Ook was er zo nu en dan sprake van Mindanao aan een andere koloniale mogendheid te laten, bijvoorbeeld het naar koloniën zoekende België. Zo ver kwam het niet en in de 19e eeuw werd ook Mindanao stevig onder Spaanse controle gebracht.

### Filipijnse revolutie

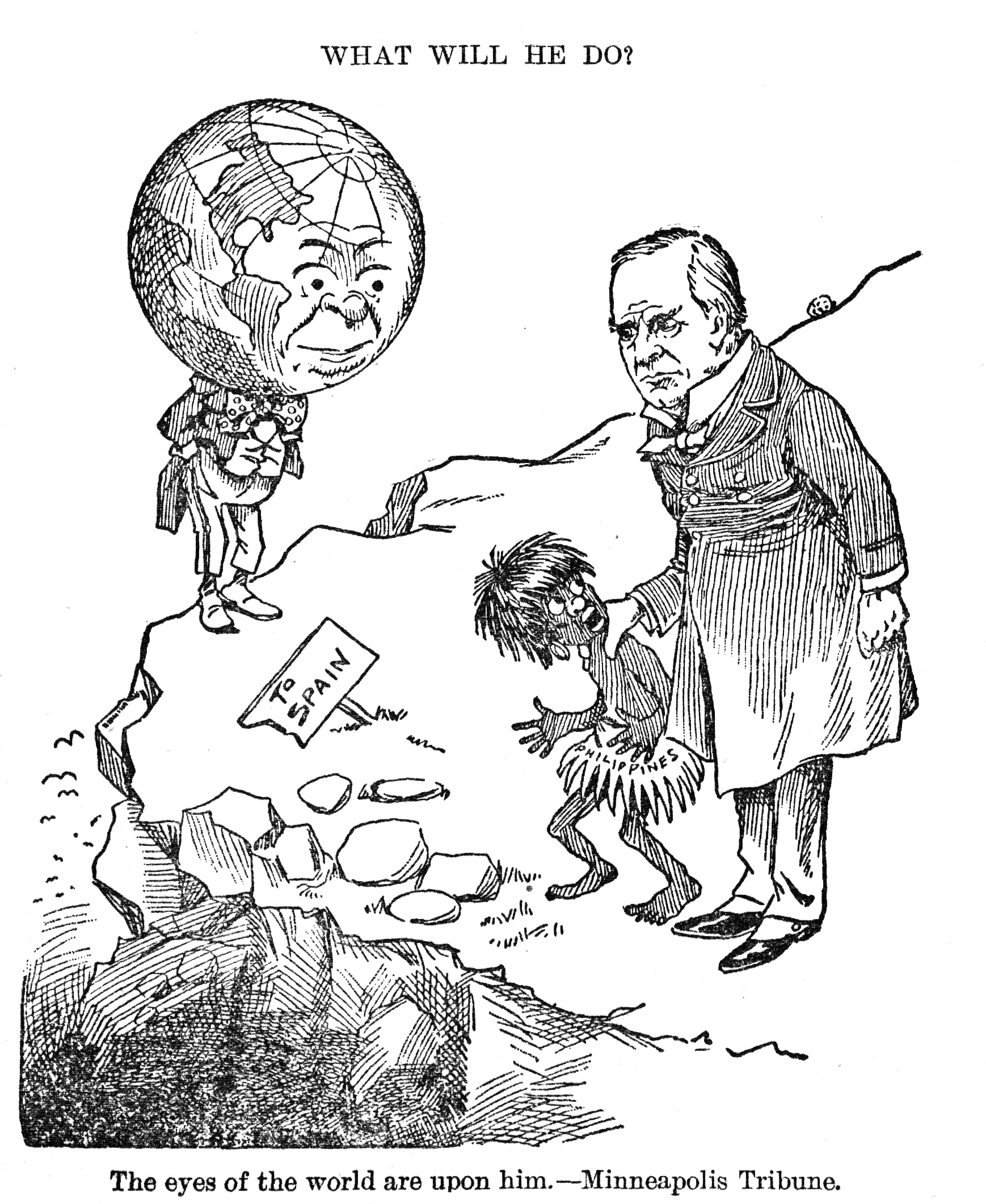
Een cartoon over de beslissing van de Amerikaanse president McKinley omtrent het behouden van de Filipijnen.

Na ruim driehonderd jaar kwam er een eind aan de Spaanse aanwezigheid op de Filipijnen. In augustus 1896 brak de Filipijnse revolutie uit. De aanleiding was de ontdekking van de ondergrondse verzetsbeweging Katipunan door de Spanjaarden. De revolutionairen besloten daarop vervroegd een gewapende opstand te beginnen met als doel de onafhankelijkheid te bewerkstelligen. In de eerste fase van de revolutie wonnen de Filipino's diverse veldslagen. Er werd een revolutionaire regering gevormd en er werd zelfs een aanval op Manilla uitgevoerd. Deze faalde echter. Op 30 december 1896 werd José Rizal geëxecuteerd. Rizal, een van de belangrijkste inspirators voor de revolutionaire beweging, was kort na het uitbreken van de Filipijnse revolutie gearresteerd vanwege vermeende betrokkenheid en had een tijd in ballingschap geleefd. Door zijn executie werd Rizal voor de Filipino's een martelaar en nationale held.
In 1897 leidde een interne machtsstrijd uiteindelijk tot de berechting en executie van de oorspronkelijke leider van de Katipunan, Andrés Bonifacio. De nieuwe leider was generaal Emilio Aguinaldo. Datzelfde jaar werd onder zijn leiding het Pact van Biak-na-Bato gesloten. De leiders van de revolutie vertrokken daarbij op vrijwillige basis in ballingschap naar Hongkong in ruil voor een grote som geld. Daarnaast zouden de opstandelingen hun wapens inleveren en beloofde de Spaanse gouverneur-generaal dat er hervormingen zouden worden doorgevoerd. De laatste twee afspraken werden echter nooit nagekomen. Toen in 1898 de Spaans-Amerikaanse Oorlog uitbrak zagen Aguinaldo en de andere leiders hierin dan ook aanleiding om de revolutie voort te zetten. Met hulp van de Amerikanen keerden zij terug in de Filipijnen en rond juni 1898 hadden de opstandelingen een groot deel van de Filipijnen, met uitzondering van Manilla onder controle. Aguinaldo riep daarop op 12 juni 1898 de onafhankelijkheid uit. Zowel de Spanjaarden als de Amerikanen weigerden deze onafhankelijkheid echter te erkennen. Manilla werd uiteindelijk door de Amerikaanse troepen ingenomen. In december 1898 werd middels het Verdrag van Parijs het einde van de oorlog formeel vastgelegd. Spanje deed daarbij afstand van de Filipijnen, Cuba, Guam en Puerto Rico in ruil voor 20 miljoen dollar.

### Amerikaanse kolonie
Toen bleek dat de Amerikanen van plan waren om als kolonisator in de Filipijnen te blijven namen de spanningen tussen de revolutionaire beweging en de Amerikanen toe. Kort daarop begon de Filipijns-Amerikaanse Oorlog. In maart 1901 werd Aguinaldo door de Amerikanen gevangengenomen. Kort daarop werd de oorlog officieel beëindigd verklaard, maar sporadisch werd nog tot 1913 gevochten. In juli 1901 werd het militair bewind van de Amerikanen beëindigd en installeerde men een burgerregering. In 1907 werd de macht van de Philippine Commission beperkt, toen deze verder ging als hogerhuis van een tweekamerige wetgevende macht. Het aantal Amerikaanse leden van de Commission werd bovendien in de loop der tijd steeds minder. Het lagerhuis werd vanaf 1907 gevormd door het Filipijns Assemblee dat bestond uit tachtig rechtstreeks door de Filipijnse stemgerechtigden gekozen leden.
In 1916 nam het Amerikaans Congres de Jones Act aan. Deze wet was de eerste stap die de Verenigde Staten zetten in de richting van Filipijnse onafhankelijkheid. Hoewel de Amerikaanse Senaat al graag een datum voor de onafhankelijkheid in de wet had willen opnemen, werd dit door het Huis van Afgevaardigden tegengehouden. Nu stond er in de wet dat het de bedoeling was om de Filipijnen hun onafhankelijkheid te geven, wanneer de situatie in het land er klaar voor was. In 1934 werd een en ander verder geconcretiseerd toen het Amerikaans Congres de Tydings–McDuffie Act aannam. Deze wet bepaalde dat de Filipijnen na een overgangsperiode van 10 jaar onafhankelijk zouden worden. In deze overgangsperiode zouden de Filipino's een veel grotere mate van zelfbestuur krijgen dan tot dan toe. Zo kregen de Filipijnen in 1935 de status van gemenebestland. Hierdoor kon het land een lid zonder stemrecht naar het Amerikaans Congres sturen, zoals dat nu nog gebeurt door Puerto Rico en de Noordelijke Marianen.

### De Filipijnse republiek
Kort na het einde van de Tweede Wereldoorlog, op 4 juli 1946, werden de Filipijnen onafhankelijk. De eerste president van het onafhankelijke land was Manuel Roxas, die bij de verkiezingen van 1946 zittend president Sergio Osmeña had verslagen. Door de oorlog was een groot deel van Manilla verwoest en de economie van het land was er slecht aan toe. De Verenigde Staten boden hulp bij het opbouwen van het land, maar die hulp kwam tegen hoge kosten. Zo mochten de Verenigde Staten nog acht jaar lang vrij handelen met de Filipijnen. Daarna zouden de Filipijnen geleidelijk aan steeds hogere tarieven mogen heffen. Ook kreeg de voormalig kolonisator het recht om 99 jaar lang enkele zeer grote militaire bases in het land te handhaven. Op het grondgebied van deze bases, zoals Clark Air Base en Subic Bay Naval Base lag de zeggenschap bovendien bij de VS. Als laatste kregen Amerikaanse staatsburgers bovendien dezelfde rechten als Filipino's met betrekking tot het exploiteren van de natuurlijke hulpbronnen van de Filipijnen.
Toen Roxas in 1948 door een hartaanval plotseling overleed, werd hij opgevolgd door vicepresident Elpidio Quirino. Zijn termijn werd gekenmerkt door een voortzetting van de wederopbouw van het land en economische vooruitgang. De bestaande sociale problemen in het land werden echter niet aangepakt. Bovendien werd zijn regering net als die van zijn voorganger Roxas geplaagd door grootschalige corruptiepraktijken. De communistische Hukbalahap die ooit was begonnen als verzetsbeweging tegen de Japanners groeide in die tijd uit tot een serieuze bedreiging. Quirino werd in 1953 opgevolgd door Ramon Magsaysay. Magsaysay had nauwe banden met de Verenigde Staten.
Toen president Magsaysay in 1957 overleed bij een vliegtuigongeluk werd hij opgevolgd door vicepresident Carlos Garcia. Garcia's beleid brak duidelijk met dat van voorganger Magsaysay. In zijn regeerperiode werd de lengte van het contract voor de Amerikaanse militaire bases verkort van 99 naar 25 jaar. Hij werd ook bekend door zijn "Filipino First"-beleid. Filipijnse zakenmensen genoten daarbij grote voordelen ten opzichte van buitenlandse investeerders. In 1961 werd Garcia verslagen door Diosdado Macapagal. Deze slaagde er door economische hervormingen in om economische vooruitgang te realiseren. Tijdens de regeerperiode van Macapagal werd de Filipijnse onafhankelijkheidsviering verplaatst van 4 juli, de dag dat de onafhankelijkheid in 1946 werd verkregen van de Verenigde Staten, naar 12 juni, de datum dat Emilio Aguinaldo in 1898 de onafhankelijkheid van Spanje uitriep.

### Periode-Marcos

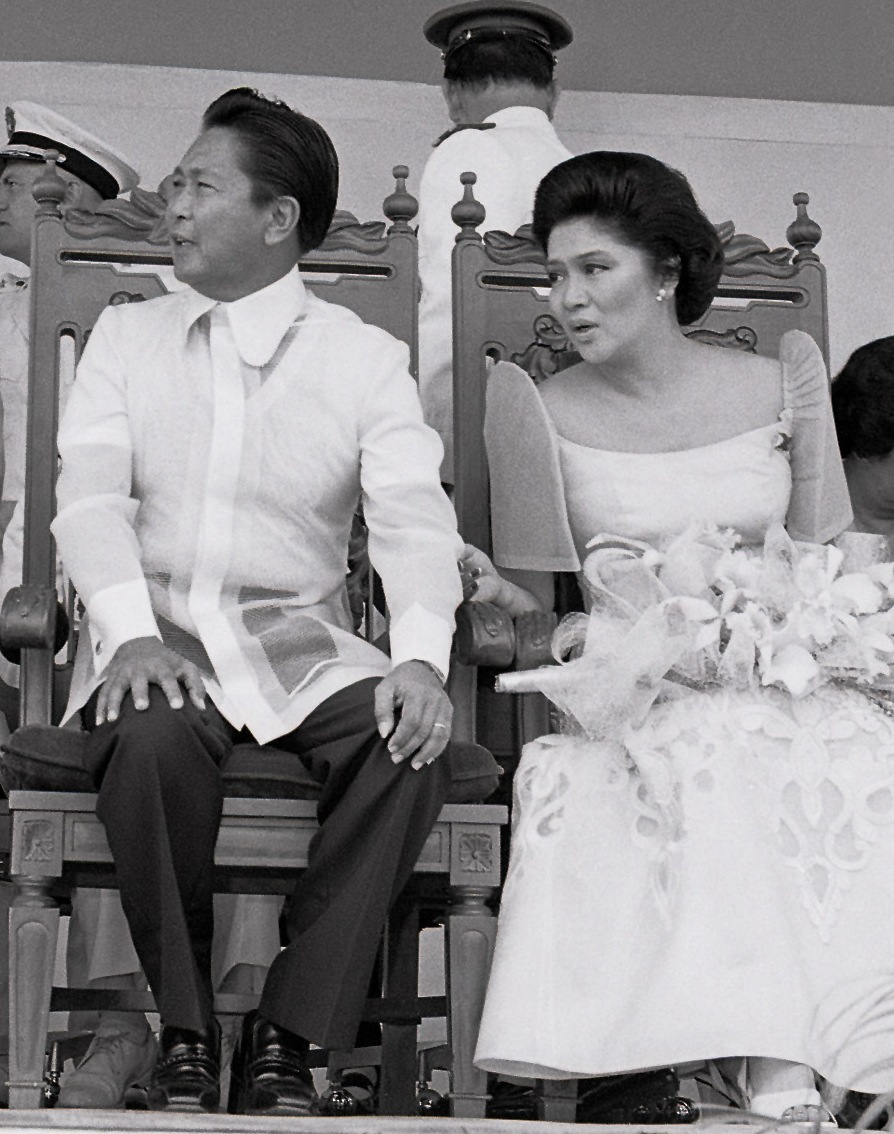
Ferdinand Marcos met zijn vrouw Imelda

Bij de verkiezingen van 1965 werd de jonge en ambitieuze politicus Ferdinand Marcos gekozen als opvolger van president Diosdado Macapagal. In zijn eerste termijn ging hij voortvarend van start. Er werden bijvoorbeeld veel investeringen in de infrastructuur gedaan. De heersende armoede onder de bevolking werd echter niet aangepakt. Vier jaar later werd hij wel de eerste president die erin slaagde om herkozen te worden. Vlak voor het einde van zijn tweede en wettelijk dus laatste termijn als president probeerde hij door druk uit te oefenen op de leden van de constitutionele conventie, de Filipijnse Grondwet zo aangepast te krijgen, dat hij door zou kunnen regeren. Deze poging slaagde echter niet. In september 1972 riep Marcos daarop de staat van beleg uit. Volgens hem was dit noodzakelijk om de orde in het land te herstellen, die werd bedreigd door studentendemonstraties, een opkomende communistische beweging onder leiding van José María Sison en de islamitische afscheidingsbeweging Moro Islamic Liberation Front (MNLF) in het zuiden van de Filipijnen.
Marcos liet duizenden mensen arresteren, onder wie vele politieke tegenstanders zoals zijn grote rivaal senator Ninoy Aquino. Door het uitroepen van de staat van beleg kreeg Marcos de mogelijkheid om het land op dictatoriale wijze te gaan regeren. Zo werden de Filipijnse media aan banden gelegd en werd het parlement naar huis gestuurd. Bovendien stelde het hem in staat om de verkiezingen voor onbepaalde tijd uit te stellen. De grondwet werd alsnog aangepast en Marcos werd tot president en minister-president uitgeroepen. Pas in 1978 werden verkiezingen uitgeschreven voor een nieuw parlement, het Batasang Pambansa. De oppositie won volgens de officiële uitslagen bijna geen enkele zetel. In 1980 werd Ninoy Aquino vrijgelaten, om hem de mogelijkheid te bieden in de Verenigde Staten een hartoperatie te ondergaan. Ondertussen waren er steeds meer aanwijzingen dat Ferdinand en zijn vrouw Imelda hun machtspositie misbruikten door zichzelf en hun naaste vertrouwelingen te verrijken.
In augustus 1983 keerde de inmiddels herstelde Aquino weer terug in de Filipijnen. Hij werd echter direct bij aankomst op het vliegveld vermoord. De moord op de populaire Aquino bleek een keerpunt in de politieke situatie van het land. Er kwam steeds meer openlijk verzet en eind 1985 kondigde Marcos onder druk van met name de Verenigde Staten aan dat er in februari 1986 tussentijdse presidentsverkiezingen zouden worden georganiseerd. Hij moest het daarin opnemen tegen Corazon Aquino, de weduwe van Ninoy. Nadat Marcos, volgens velen onterecht, tot winnaar werd uitgeroepen leidde een geweldloze volksopstand voorafgegaan door de afvalligheid van een deel van het Filipijnse leger tot zijn val. Marcos moest vluchten naar de Verenigde Staten en Corazon Aquino werd ingezworen als de nieuwe president.

### Sinds 1986
Na het gedwongen aftreden van Marcos werd de democratie in de Filipijnen hersteld. In 1987 werd de nieuwe grondwet van de Filipijnen met grote meerderheid door de bevolking aangenomen en werden de leden van het nieuwe Filipijnse parlement gekozen. De euforische stemming was echter al vrij snel over. De problemen waar de regering-Aquino zich voor gesteld zag waren groot. Zo was de nationale schuld enorm, was er sprake van grootschalige corruptie binnen de overheid en werden de communistische en islamitische afscheidingsbewegingen steeds sterker. Ook kreeg Aquino al vrij kort na haar aantreden te maken met onderlinge verdeeldheid binnen haar kabinet en werden er gedurende haar termijn diverse couppogingen gepleegd. Pas onder opvolger Fidel Ramos kwam de economie van de Filipijnen wat in de lift. De financiële crisis in Azië bracht dit proces echter weer tot stilstand.
De regeringen van de opvolgers van Ramos werden geteisterd door schandalen en beschuldigingen van corruptie. Voormalig filmster Joseph Estrada werd in 2001 afgezet en veroordeeld voor corruptiepraktijken. Ook zijn opvolger Gloria Macapagal-Arroyo werd tijdens haar tien jaar durende regeerperiode meerdere keren beschuldigd van corruptie. Diverse malen probeerden leden van de oppositie ook haar af te laten zetten. Ook was er sprake van enkele couppogingen tegen haar bewind. Ondertussen bleef de sociale ongelijkheid in de Filipijnen jarenlang ongewijzigd. Er is sprake van een grote groep arme mensen en een kleine rijke elite, die de macht en de middelen in handen heeft. De in 2016 geïnaugureerde president Rodrigo Duterte voerde een drastische campagne ter bestrijding van de drugscriminaliteit in het land, die hem op kritiek van mensenrechtenorganisaties kwam te staan, omdat de rigoureuze maatregelen haaks zouden staan op belangrijke rechtsbeginselen. In februari 2020 kondigde het land aan een onafhankelijker koers te willen varen ten opzichte van de Verenigde Staten, die officieel werden geïnformeerd dat het de militaire samenwerking wilde opzeggen die was vastgelegd in de Visiting Forces-overeenkomst die voorziet in stationering van Amerikaanse troepen in het land en het frequent ondernemen van gezamenlijke oefeningen. Duterte richtte zijn blik toen meer op China, terwijl hij ondertussen meer afstand nam van de voormalige koloniale heerser. In 2022 werd Duterte opgevolgd door Ferdinand Marcos jr., de zoon van oud-president Ferdinand Marcos.

## Fysische geografie

### Topografie en landschap

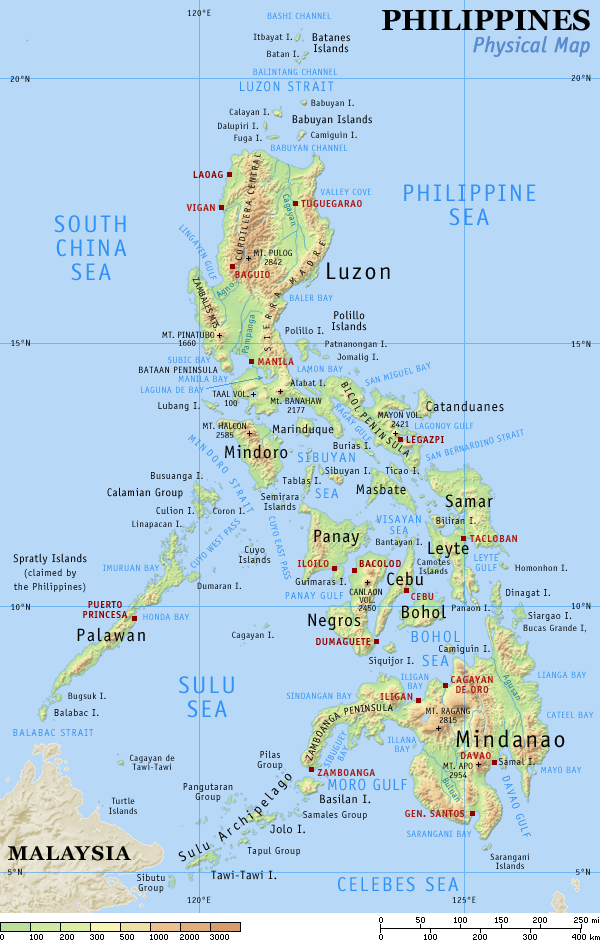
Reliëfkaart van de Filipijnen
(Klik erop voor een grotere versie)

De Filipijnen liggen in Zuidoost-Azië, tussen 4° 24' 53,84" en 21° 7' 18,41" noorderbreedte en tussen 116° 40' en 126° 36' 18,26" oosterlengte. Het land heeft geen landsgrens met buurlanden. De dichtstbijzijnde buurlanden zijn Vietnam in het westen, China in het noordwesten, Taiwan in het noorden, en Indonesië, Maleisië en Brunei in het zuiden en zuidwesten. De wateren die de Filipijnen omringen zijn de Filipijnenzee in het oosten, de Celebeszee in het zuiden, de Suluzee in het zuidwesten en de Zuid-Chinese Zee in het westen en noorden. De omringende zeeën zijn op enkele plekken zeer diep. Dicht langs de oostkust ligt de Filipijnentrog (10.497 m) die tot de diepste plekken ter aarde behoort. Ook de Suluzee (5000 m) en de Zuid-Chinese Zee (5559 m) zijn erg diep. De eilandengroep strekt zich uit van noord naar zuid uit over 1850 km en van oost naar west over maximaal 965 kilometer. De totale oppervlakte van de Filipijnen is 300.000 km². Hiervan is 298.200 km² land en 1800 km² water. Van de 7.107 Filipijnse eilanden hebben er 3.144 een naam en zijn er ongeveer 1000 bewoond. De twee grootste eilanden Luzon (104.688 km²) en Mindanao (94.630 km²) beslaan samen ongeveer twee derde van de totale oppervlakte. De grootste eilanden hierna zijn: Samar (13.080 km²), Negros (12.710 km²), Palawan (11.785 km²), Panay (11.515 km²), Mindoro (9735 km²), Leyte (7214 km²), Cebu (4422 km²) en Bohol (3269 km²). De hoofdstad Manilla ligt op Luzon aan de Baai van Manilla.
Het landschap van Luzon is bijzonder gevarieerd. Het noorden wordt gedomineerd door enkele grote bergketens die grofweg een grote U vormen. De Cordillera Central en de Sierra Madre vormen de poten van de U en de Caraballo Mountains vormen de verbinding tussen de twee. De Cordillera Central is de grootste bergketen van de Filipijnen en loopt van de provincie Apayao in het uiterste noorden van Luzon tot de provincie Nueva Vizcaya en het noorden van Nueva Ecija waar de keten aansluit op de van oost naar west lopende Caraballo Mountains. De Sierra Madre loopt langs bijna de gehele noordoostkust van Luzon. De hoogste piek van de Cordillera Central is Mount Pulag (2922 m). Enkele andere hoge bergen in het gebied zijn Mount Amuyao (2702 m), Mount Data (2310 m), Mount Atchanan (2576 m) en Mount Balbalan. Tussen de Cordillera Central en de Sierra Madre loopt de rivier de Cagayan. Deze langste rivier van de Filipijnen (505 km) stroomt door de ongeveer 80 kilometer brede Cagayanvallei. Het centrale deel van Luzon wordt gevormd door een grote laagvlakte met daarmiddenin de slapende vulkaan Mount Arayat (1026 m). Ten zuidoosten van Manilla ligt Laguna de Bay. Dit grootste Filipijnse meer is verbonden met de Baai van Manilla door de Pasig. Nog verder naar het zuidoosten ligt het Bicolschiereiland dat wordt gekenmerkt door een grillige kustlijn en diverse geïsoleerde vulkanen en bergen, zoals Mount Banahaw (2169 m) en Mount Isarog (1966 m). Midden in de provincie Albay ligt de Mayon (2462 m). Deze stratovulkaan heeft een bijna perfecte kegelvorm en is de meest actieve vulkaan van het land. Diverse eilanden en eilandengroepen ten zuiden en zuidwesten van Luzon worden ook tot de eilandengroep Luzon gerekend, waaronder de Catanduanes-eilanden, de Lubang-eilanden, Marinduque, Masbate, de Romblon-eilanden, Mindoro, de Polillo-eilanden en Palawan. De hoogste berg op al deze eilanden is Mount Halcon (2586 m) op Mindoro.
De centrale eilandengroep ten zuiden van Luzon en ten noorden van Mindanao wordt aangeduid als de Visayas. Met uitzondering van Samar en Bohol hebben alle grotere eilanden van de Visayas een bergketen in het midden en in de lengterichting van het eiland. De hoogste bergen in de Visayas zijn de vulkaan Mount Canlaon (2435 m) op Negros en Mount Madiaas (2117 m) op Panay. Centraal op Bohol liggen de Chocolate Hills. Deze grote groep uniek gevormde, chocoladebruine heuvels trekken jaarlijkse vele toeristen naar het gebied.
Het zuiden van de Filipijnen wordt gevormd door het grote eiland Mindanao, enkele eilanden daaromheen, zoals Camiguin, Siargao, Dinagat, Basilan en de Sulu-eilanden. Mindanao wordt van noord naar zuid doorsneden door enkele bergketens, waarvan de toppen gemiddeld hoger dan 1250 meter zijn. De hoogste berg van Mindanao, en tevens de hoogste berg van het land, is Mount Apo (2954 m). Tussen de eerste en langste bergketen langs de oostkust en de volgende keten ten westen daarvan stroomt de Agusan. Nog wat verder naar het westen en zuidwesten stroomt de Rio Grande de Mindanao, de langste rivier van het eiland.

### Geologie

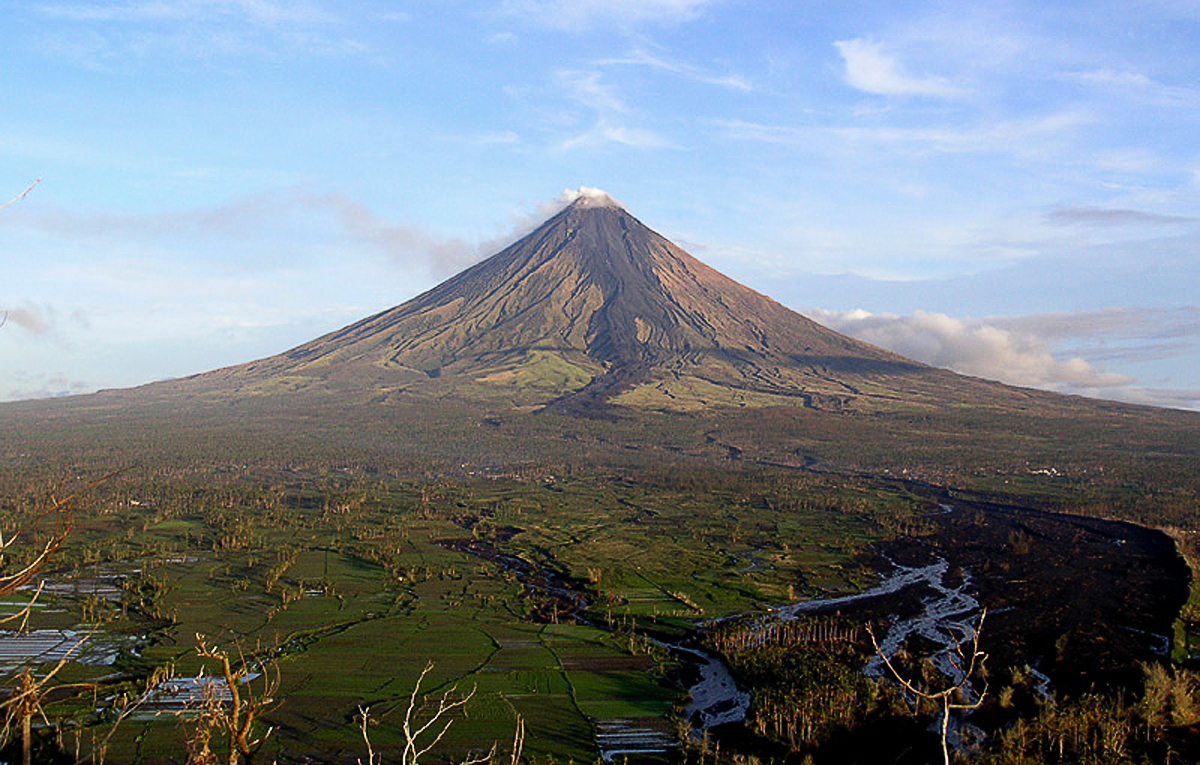
De Mayon op een heldere dag

Het landschap van de Filipijnen wordt gedomineerd door heuvels en bergen. Slechts ongeveer 35% van de oppervlakte is vlak. De oorsprong van dit landschap heeft te maken met het ontstaan van de Filipijnse archipel als gevolg van het naar elkaar toe bewegen van de Filipijnse Plaat en de Euraziatische Plaat. Door deze subductie is een netwerk van diepe troggen in de oceaan ontstaan, waarvan de Filipijnentrog voor de oostkust van Luzon de diepste en bekendste is. Naast deze troggen hebben zich diverse eilandbogen gevormd die samen het grootste deel van de Filipijnen omvatten. Tegelijk met de gebergtevorming trad ook veel vulkanisme op. De Filipijnen maken deel uit van de zogenaamde Ring of Fire en kennen enkele tientallen actieve vulkanen, waaronder Mount Pinatubo, die in 1991 met verwoestende kracht uitbarstte; Mount Mayon, een vulkaan met een bijna perfecte kegelvorm, en Mount Taal. Een ander effect van de platentektoniek zijn de regelmatig voorkomende aardbevingen.

### Klimaat
De Filipijnen hebben een tropisch klimaat, dat wordt gekarakteriseerd door een hoge gemiddelde temperatuur, een hoge luchtvochtigheid en overvloedige regenval. Van maart tot en met mei is het in grote delen van de Filipijnen erg warm. Daarna valt van mei tot oktober in grote delen van het land veel regen als gevolg van de moesson. Van december tot en met februari is het op veel plekken juist droger en koeler. De warmste maand is mei en de koelste maand januari. De gemiddelde temperatuur op zeeniveau is 26,6° Celsius, maar in de bergen is de gemiddelde temperatuur lager. Zo is de gemiddelde temperatuur in Baguio, dat op zo'n 1500 meter hoogte ligt, slechts 18,3 °C. Deze stad is daarom een populair toevluchtsoord geworden gedurende de hete maanden. De gemiddelde hoeveelheid neerslag in de Filipijnen is in tegenstelling tot de temperatuur erg afhankelijk van de locatie en varieert van 1000 tot 5000 millimeter per jaar. Een groot deel van de Filipijnen bevindt zich in de zogenaamde tyfoongordel, een gebied waarlangs elk jaar vele tropische stormen en zo'n negentien tyfoons vanaf de Stille Oceaan langs de Filipijnen naar het noordwesten trekken. Gemiddeld trekken acht à negen tyfoons direct over Filipijns grondgebied. De schade van dergelijke tyfoons is vaak groot, als gevolg van de enorme windsnelheden en regenval in korte tijd. Dit veroorzaakt, met name in ontboste gebieden, overstromingen en modderstromen, die hele dorpen kunnen wegvagen. Ook grote delen van Metro Manilla en andere stedelijke gebieden komen regelmatig blank te staan ten gevolge van de tyfoons. Davao en het grootste deel van Mindanao liggen zuidelijk van de tyfoongordel en worden dus niet rechtstreeks getroffen.
In 2013 trok de supertyfoon Haiyan over de Filipijnen met zeer grote schade en duizenden doden tot gevolg, onder meer in de stad Tacloban.

### Biodiversiteit
De flora en fauna van de Filipijnen worden gekenmerkt door een hoge biodiversiteit. Gunstige landschappelijke en klimatologische omstandigheden hebben geleid tot de aanwezigheid van veel verschillende planten- en diersoorten. De geïsoleerde ligging van de eilandengroep heeft er bovendien voor gezorgd dat een relatief groot deel van de in de Filipijnen voorkomende dieren en planten zich sterk heeft gespecialiseerd. Veel van deze endemische planten- en diersoorten worden echter ernstig bedreigd. Een van de belangrijkste oorzaken hiervoor is de grootschalige ontbossing van de Filipijnen door (illegale) houtkap, mijnbouw en landbouw. Rond 1900 was nog zo'n 210.000 km² (70%) van het land bedekt door oerwouden. In 2009 was dat gebied met een factor tien afgenomen tot 21.000 km² (7%). Vanwege de hoge biodiversiteit en de grote afname van de natuurlijke leefomgeving van veel soorten werden de Filipijnen door Conservation International uitgeroepen tot een van de 25 biodiversiteit-hotspots van de wereld.
Flora

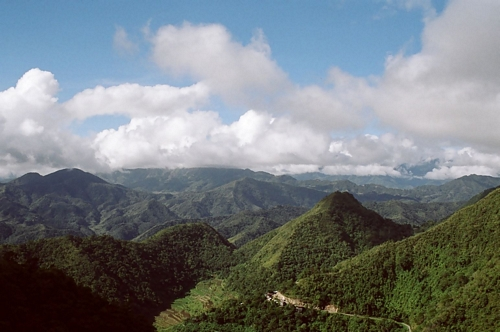
Uitzicht over een deel van de Cordillera Central

De flora van de Filipijnen is nauw verwant aan de soorten in omringende landen van de Indische Archipel. Het totale aantal boom- en plantensoorten in de Filipijnen bedraagt meer dan 14.500. Daarvan komt naar schatting 30 tot 40% endemisch voor in de Filipijnen, wat wil zeggen dat ze nergens anders ter wereld voorkomen. Onder de vaatplanten is de endemie nog hoger. Van de ongeveer 9250 soorten is ongeveer 65% Filipijns endemisch. Veel van deze soorten zijn te vinden in de nog resterende stukken tropisch regenwoud. In 2009 was 21.000 km² (7%) van de Filipijnen bedekt met tropisch regenwoud. In dergelijke regenwouden leven tussen de 2500 en 3000 boomsoorten. De laaglandregenwouden (tot een hoogte van zo'n 1000 meter boven zeeniveau) worden veelal gedomineerd door de tientallen boomsoorten uit de Dipterocarpaceae-familie. Diverse soorten uit deze familie worden gebruikt voor de productie van Filipijns mahonie. Ook groeit daar Pterocarpus indicus, de Filipijnse nationale boom. In de hoger gelegen gebieden, zoals het Cordillera Central en de Sierra Madre in Noord-Luzon vindt men veel dennenbossen, eiken en rododendrons. Naast de duizenden boomsoorten komen op de Filipijnen ongeveer 8000 soorten bedektzadigen voor, waaronder ongeveer 1000 soorten orchideeën. Van deze 1000 soorten komt ongeveer 70% alleen voor in de Filipijnen.
Fauna

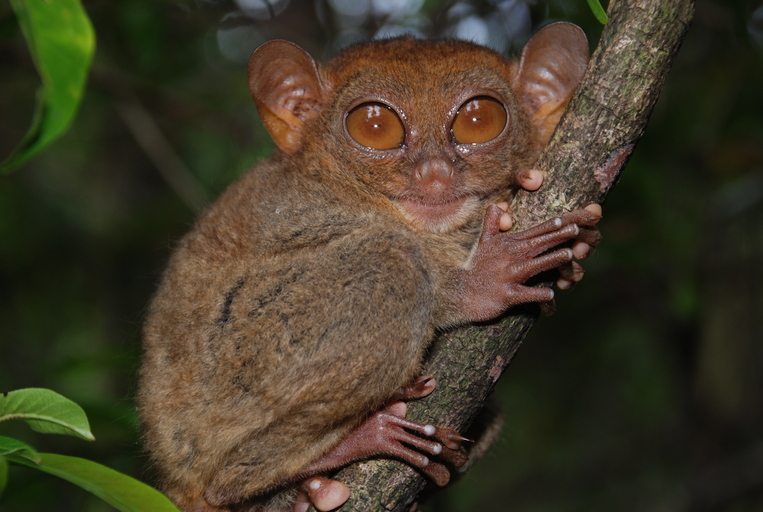
Een Filipijns spookdier

Ook het aantal endemische diersoorten is groot, dergelijke soorten komen buiten de Filipijnen nergens anders ter wereld voor. De lijst van zoogdieren in de Filipijnen bijvoorbeeld telt zeker 215 voornamelijk kleine zoogdiersoorten, waarvan 61% endemisch is. Bijna twee derde van de zoogdierensoorten zijn vleermuizen (80 soorten) of knaagdieren (81 soorten). De Filipijnse Muridae vormen de grootste familie binnen de klasse van de zoogdieren.
In tegenstelling tot de zoogdieren, waarvan nog met enige regelmatig nieuwe kleine soorten worden ontdekt, zijn de meeste in de Filipijnen voorkomende vogelsoorten al lang geleden beschreven. Ook deze groep kent een relatief hoge graad van endemie. Ongeveer 30% van de bijna 600 in de Filipijnen waargenomen vogelsoorten, komt nergens anders ter wereld voor. De grootste groep zijn de ongeveer honderd endemische zangvogels. Ook komen er zestien unieke duivensoorten voor, waaronder de vijf soorten dolksteekduiven. Een veel opvallendere groep vogels zijn de Filipijnse neushoornvogels. Deze grote luidruchtige vogels worden zoals veel van de Filipijnse diersoorten bedreigd door de snelle achteruitgang van hun leefgebied. De nationale vogel van de Filipijnen is de Filipijnse apenarend. Deze arend is een van de grootste vogels ter wereld en leeft slechts nog in enkele grote stukken overgebleven oerwoud op Luzon en Mindanao.
In de Filipijnen leven verder ruim 380 soorten reptielen en amfibieën, waaronder diverse giftige soorten, zoals de gevaarlijke Filipijnse brilslang. Ook komen er diverse wurgslangen voor, zoals de netpython, een van de grootste slangen ter wereld. In het zuidoosten van Luzon leeft diep teruggetrokken in de Filipijnse bossen, Grays varaan. Deze soort kan zo'n twee meter lang worden en is een van de grootste en zeldzaamste varanensoorten van de wereld. Van de 102 amfibieën is 74% endemisch, de meeste amfibieën behoren tot de kikkers. De reptielen kennen een vergelijkbaar percentage endemische soorten.

## Bevolking

### Bevolkingssamenstelling
De Filipijnen telt zo'n 100 etnische groepen, die zich van elkaar onderscheiden door hun taal en cultuur. De grootste daarvan zijn de Tagalogs (28,3%), de Cebuano's (9%), de Ilocano's (7,6%), de Bisaya (7,5%), de Ilonggo's (6%), de Bicolano's en de Waray-Waray. Ook leven in het land enkele tientallen inheemse oorspronkelijk bevolkingsgroepen, waaronder de Ifugao en de Bontoc in het bergachtig noorden van Luzon en de Lumads, de Mangyan, de Bajau en de T'boli op Mindanao. De diverse negrito-volkeren, zoals de Aeta op Luzon; de Ati van de Visayas, de Batak op Palawan en de Mamanwa op Mindanao, worden beschouwd als afstammelingen van de vroegste bewoners van de archipel. Het land kent een grote minderheid van Chinese-Filipino's, hun aantal wordt geschat op twee miljoen. Het land telt ook nog 22 miljoen mensen die deels Chinees bloed hebben. Uit tellingen uit het Spaanse tijdperk blijkt dat (5%) van de bevolking gemengd was met Spaans,:539:31,54,113  terwijl (2,33%) van de bevolking Mexicaanse afkomst had.

### Bevolkingsgroei
| Grootste Filipijnse steden | Grootste Filipijnse steden | Grootste Filipijnse steden |
| -------------------------- | -------------------------- | -------------------------- |
| Stad                       | Aantal inwoners            | Groei (%/jr)               |
| Quezon City                | 2.761.720                  | 2,42                       |
| Manilla                    | 1.652.171                  | 0,44                       |
| Caloocan                   | 1.489.040                  | 2,37                       |
| Davao City                 | 1.449.296                  | 2,37                       |
| Cebu City                  | 866.171                    | 1,88                       |

De Filipijnen kennen een zeer sterke bevolkingsgroei. Dit was in het verleden wel anders. Toen de Spaanse expeditie onder leiding van Ferdinand Magellaan in 1521 op de Filipijnen aankwam woonden er naar schatting ongeveer 1 tot 1,5 miljoen mensen op de archipel. Aan het begin van de 20e eeuw was dit aantal opgelopen tot ruim zeven miljoen. Bij de volkstelling van 1 mei 2010 kende het land ruim 92,3 miljoen inwoners. Daarmee staat het land op de twaalfde plek op de lijst van landen met meeste inwoners. Ongeveer twee derde van de totale bevolking woont op de twee grootste eilanden Luzon en Mindanao. De metropool Manilla op het grootste eiland Luzon is verreweg het dichtstbevolkte gebied van het land en de op tien na dichtstbevolkte metropool ter wereld. In de provincie Tarlac wordt een nieuwe stad, Clark Green City, ontwikkeld. Deze stad moet op termijn de hoofdstad Manilla ontlasten. De werkzaamheden zijn in april 2016 van start gegaan.
De bevolkingsgroei van de Filipijnen was in de jaren 80 en in de jaren 90 respectievelijk 2,35% en 2,34%. De geschatte bevolkingsgroei in 2007 was 1,8% per jaar met 24,5 geboorten per duizend mensen. De levensverwachting bij de geboorte in de Filipijnen was in 2009 naar schatting gemiddeld 71,09 jaar. Een vrouw wordt gemiddeld 74,15 jaar, terwijl een man een levensverwachting van 68,17 jaar heeft.

### Talen
In totaal worden er op de Filipijnen 172 inheemse talen en dialecten gesproken, die alle behoren tot de Austronesische taalfamilie. Andere talen die er gesproken worden, zijn onder andere Engels, Chinees (Mandarijn en Hokkien) en Spaans, de laatste met de lokale creooltaal Chavacano.
Sinds 1939 ondersteunt de overheid het gebruik van de officiële nationale taal om de nationale eenheid te bevorderen, het Filipijns, dat gebaseerd is op het Tagalog. De poëet Francisco Balagtas (1788-1862) wordt dikwijls beschouwd als het Tagalog-equivalent van William Shakespeare. Zijn beroemdste werk is het vroeg-19e-eeuwse Florante at Laura. Het Filipijns wordt op alle scholen onderwezen en wordt steeds meer algemeen geaccepteerd, vooral als tweede taal en eenheidstaal voor een zeer gemengde bevolking. Het Engels is de tweede officiële taal en wordt onder meer gebruikt door de overheid, in het onderwijs en binnen de handel.

### Religie

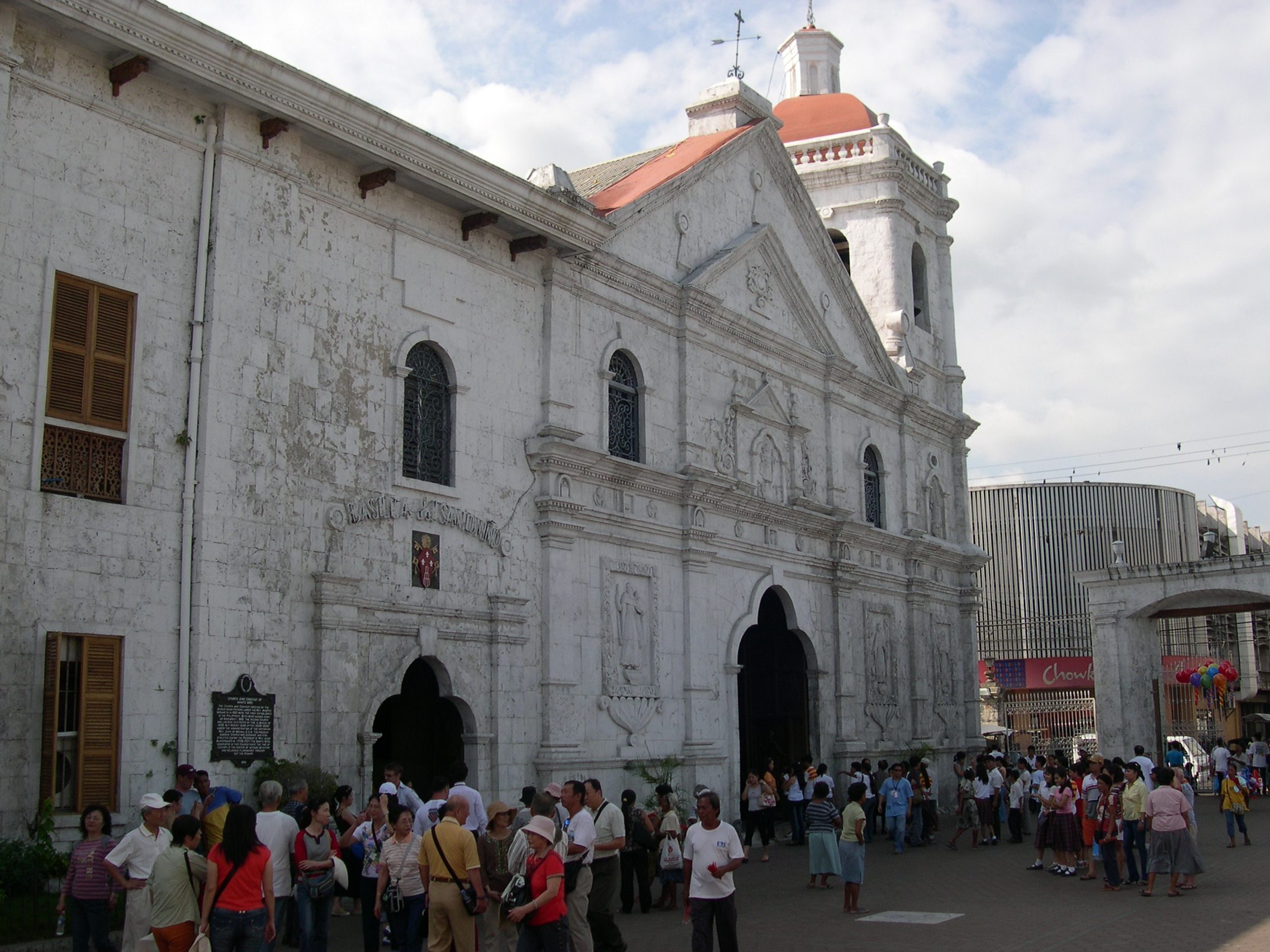
Basilica Minore del Santo Nino in Cebu City

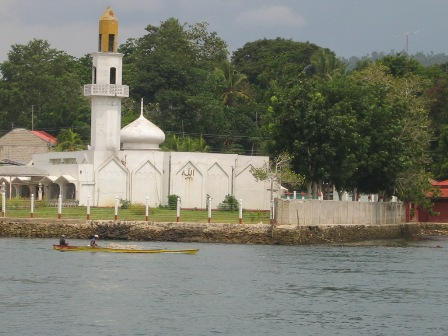
Moskee op de Filipijnen

Als gevolg van de eeuwenlange koloniale overheersing door de Spanjaarden is het grootste deel van de inwoners van de Filipijnen katholiek: ruim 80 procent van de bevolking is volgeling van de Rooms-Katholieke Kerk in de Filipijnen en nog eens 3 procent behoort tot de hiervan afgesplitste Iglesia Filipina Independiente. Het land is daarmee na Brazilië en Mexico het grootste katholieke land ter wereld en bovendien het enige overwegend katholieke land in de regio, naast Oost-Timor. Zo'n zes procent van de bevolking is protestants. De protestantse gemeenschappen ontstonden aan het begin van de 20e eeuw door het werk van Amerikaanse zendelingen, nadat het land in handen van de Verenigde Staten was gekomen.
De islam is op een na de grootste religie van het land. Moslims vormen zo'n 5,57 procent van de bevolking, maar de Nationale Commissie over islamitische Filippino's houdt het op 10 procent volgens een rapport uit 2012. Zij wonen voornamelijk op het zuidelijke eiland Mindanao, Bangsamoro, de Sulu-eilanden en het zuidelijke deel van Palawan. De meeste Filipijnse moslims zijn soennitische moslims.
De rest van de bevolking is boeddhistisch (met name de Chinese minderheid) of niet-gelovig.
Op Mindanao en de Sulu-eilanden wordt regelmatig strijd geleverd tussen het Filipijnse leger en moslimseparatisten. Deze strijd duurt al meer dan 40 jaar en heeft naar schatting meer dan 100.000 mensenlevens gekost.
Vanwege de sterke katholieke aanwezigheid is de Filipijnse politiek sterk pro-life; dit komt tot uitdrukking in verboden op abortusklinieken. In de meeste klinieken, scholen en ziekenhuizen geldt bovendien een verbod op voorbehoedsmiddelen als condooms. Eind 2012 nam het Filipijns Congres de Reproductive Health Bill aan, nadat druk vanuit de Katholieke Kerk er jarenlang voor had gezorgd dat deze wetgeving werd tegengehouden. Echtscheiding is in principe niet toegestaan, slechts via een zeer dure en langdurige nietigverklaring kan men een huwelijk ontbinden. Moslims in de Autonomous Region in Muslim Mindanao kunnen onder bepaalde omstandigheden scheiden volgens de bepalingen van de sharia, maar voor niet-moslims is nietigverklaring in principe de enige manier.

## Bestuur en samenleving

### Staatsinrichting
De Filipijnen zijn een presidentiële republiek. De president van de Filipijnen is zowel staatshoofd als hoofd van de regering. Daarnaast is de president opperbevelhebber van alle onderdelen van de Filipijnse krijgsmacht. De president benoemt bovendien de leden van het Filipijnse kabinet en stuurt deze aan. Sinds de vaststelling van de huidige Filipijnse Grondwet in 1987 mag de president na afloop van zijn of haar termijn van zes jaar niet worden herkozen. De huidige Filipijnse president Ferdinand Marcos jr. werd bij de landelijke verkiezingen van 2022 gekozen. Tegelijk met de presidentsverkiezingen wordt er ook gekozen voor de vicepresident van de Filipijnen. Hoewel de meeste vicepresidentskandidaten als running-mate aan een presidentskandidaat gelieerd zijn, zijn de verkiezingen onafhankelijk van elkaar. De vicepresident is de eerste in de lijn van opvolging wanneer een president tussentijds dient te worden opgevolgd. Het is gebruikelijk dat de vicepresident door de president wordt benoemd in het kabinet. De huidige vicepresident van de Filipijnen is Sara Duterte.
De wetgevende macht in de Filipijnen ligt bij het Congres. Het Congres is georganiseerd volgens het tweekamerstelsel en bestaat uit de Senaat en het Huis van Afgevaardigden. Bij veel parlementen die zijn georganiseerd volgens het tweekamerstelsel, heeft de Eerste Kamer (of de Senaat) een controlerende functie over het werk van de Tweede Kamer en is derhalve de minst machtige van de twee. Dit is in de Filipijnen niet het geval. De 24 senatoren worden door middel van landelijke verkiezingen voor een termijn van zes jaar gekozen. Elke drie jaar is daarbij de helft van de senaatszetels verkiesbaar. De senatoren kiezen onderling de President van de Filipijnse Senaat. Deze functie is na die van president en vicepresident de machtigste van het land en wordt sinds 2016 bekleed door Aquilino Pimentel III.
Elke drie jaar worden ook alle leden van het Huis van Afgevaardigden opnieuw gekozen. Het leden van het Huis, dat volgens de Filipijnse Grondwet maximaal 250 leden mag hebben, worden in tegenstelling tot de senatoren voor het grootste deel gekozen middels lokale verkiezingen. Hierbij wordt per kiesdistrict gekozen uit de kandidaten die zich voor dat district verkiesbaar hebben gesteld. Daarnaast worden echter ook nog een aantal afgevaardigden op indirecte wijze via landelijke verkiezingen gekozen. Kiezers kunnen namelijk ook nog een stem uitbrengen op een van de partijen op de zogenaamde partijlijst. Deze partijen vertegenwoordigen diverse maatschappelijke groeperingen. Het aantal uitgebrachte stemmen bepaald hoeveel afgevaardigden een partij op deze partijlijst in het Huis toebedeeld krijgt.
De rechterlijke macht in de Filipijnen is georganiseerd in vier niveaus. De top van de rechterlijke macht wordt gevormd door het Filipijnse hooggerechtshof, dat is samengesteld uit veertien rechters en een opperrechter. De huidige opperrechter is sinds 2010 Renato Corona. De rechters worden benoemd door de Filipijnse president en blijven normaal gesproken in functie tot hun verplichte pensionering op hun 70e verjaardag. Een niveau lager staat het hof van beroep, dat is ingedeeld in vijftien divisies over het hele land. Daaronder staan de regionale en lokale rechtbanken. Voor corruptiezaken is een speciale rechtbank ingesteld, het sandiganbayan. Deze rechtbank staat hiërarchisch gezien op gelijk niveau met het Hof van beroep. In sommige provincies in het zuiden van de Filipijnen met veel islamitische inwoners is een sharia-rechtbanksysteem ingevoerd.

### Politiek

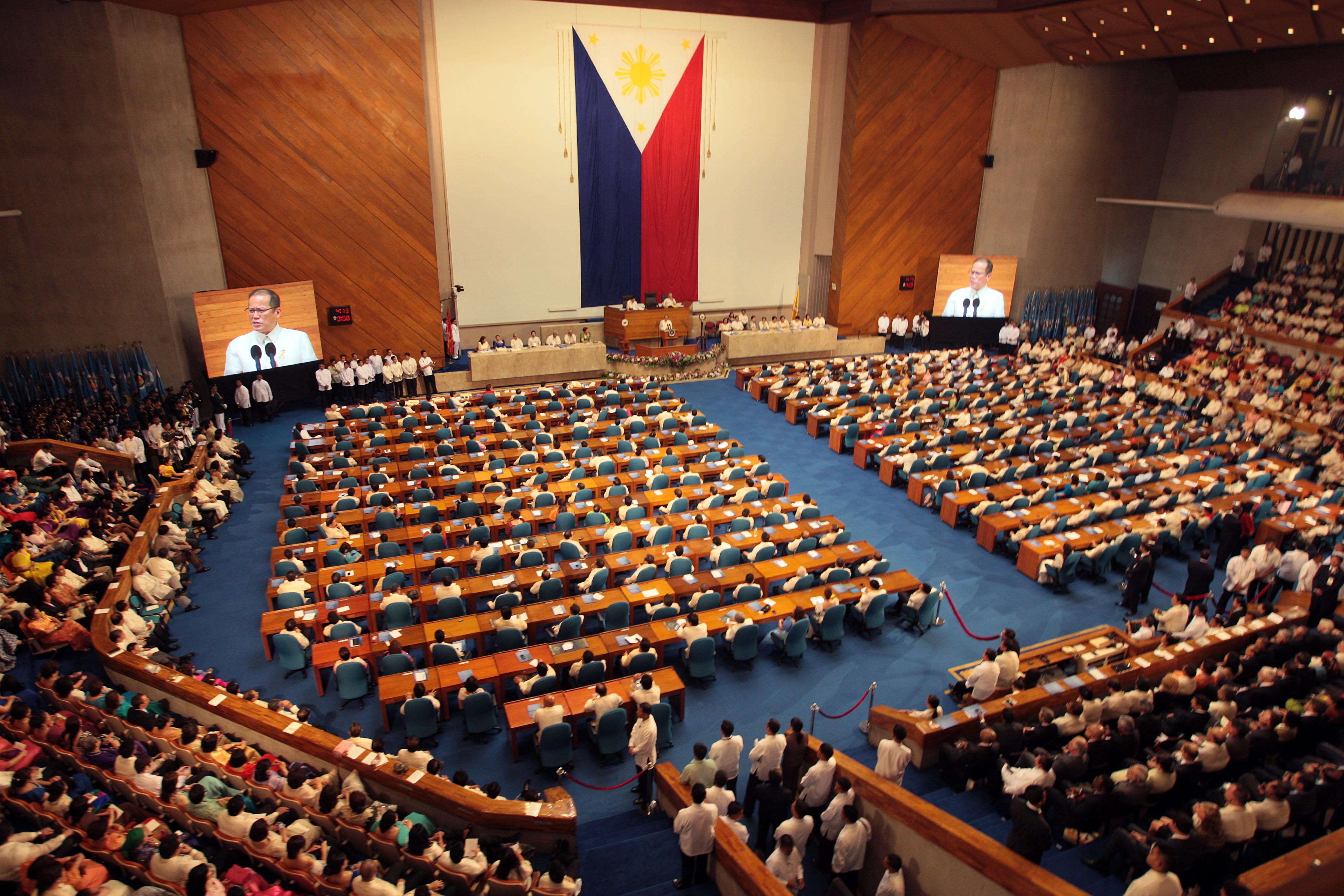
Het Filipijns Congres tijdens de State of the Nation Address van 2011

De politiek in de Filipijnen wordt van oudsher beheerst door een kleine groep van enkele honderden invloedrijke families (de zogenaamde politieke families) en is derhalve een voorbeeld van een oligarchie. Deze veelal rijke elite is vaak ook grootgrondbezitter en eigenaar van grote Filipijnse bedrijven. Deze groep politici betalen de steun van de arme massa terug door het verlenen van bepaalde gunsten en voordelen, zoals de aanleg van een nieuwe weg of brug. Doordat de Filipijnse elite de macht grotendeels in handen heeft zijn ze in staat de bestaande situatie in stand te houden. In de jaren 90 deed ook een tweede groep politici haar intrede. Deze groep slaagde erin door gebruik te maken van hun populariteit als acteur, sporter of televisiepersoonlijkheid om gekozen te worden voor een politieke functie. Een van de bekendste voorbeelden daarvan is acteur Joseph Estrada, die eerst tot senator en later tot president werd gekozen. Op zowel nationaal niveau als op lager niveau (provincie, stad) delen politieke families en hun aanhang de lakens uit. Belangrijke banen en politieke posities worden op deze wijze onderling verdeeld waarbij nieuwkomers er niet of nauwelijks tussenkomen.
Hoewel de staatkundige inrichting van de Filipijnen veel overeenkomsten vertoont met die van hun voormalige kolonisator de Verenigde Staten is een groot verschil dat de Filipijnen, net als bijvoorbeeld Nederland of België, een meerpartijenstelsel kennen. Deze partijen onderscheiden zich echter in tegenstelling tot de partijen in die landen meestal niet op basis van hun ideologie of hun programma, maar zijn bedoeld om een bepaalde politicus in zijn of haar zetel te krijgen. Politici in de Filipijnen stappen dan ook vaak over van de ene naar de andere partij, of richten speciaal voor een aankomende verkiezing een nieuwe partij op. De belangrijkste politieke partijen in de tijd tot de periode Marcos waren de Nacionalista Party en de Liberal Party. Tijdens het bewind van Marcos werd het meerpartijensysteem in feite afgeschaft, omdat politici die een politieke carrière nastreefden dat alleen konden bewerkstelligen door lid te worden van de door hem opgerichte partij New Society Movement (Kilusang Bagong Lipunan). Toen Marcos na de EDSA-revolutie het land moest ontvluchten, stortte deze partij in elkaar. Enkele oude partijen werden weer opgestart en er ontstonden diverse nieuwe partijen. Deze partijen waren echter net als voorheen niet of nauwelijks te onderscheiden door programma of ideologie.

### Bestuurlijke indeling

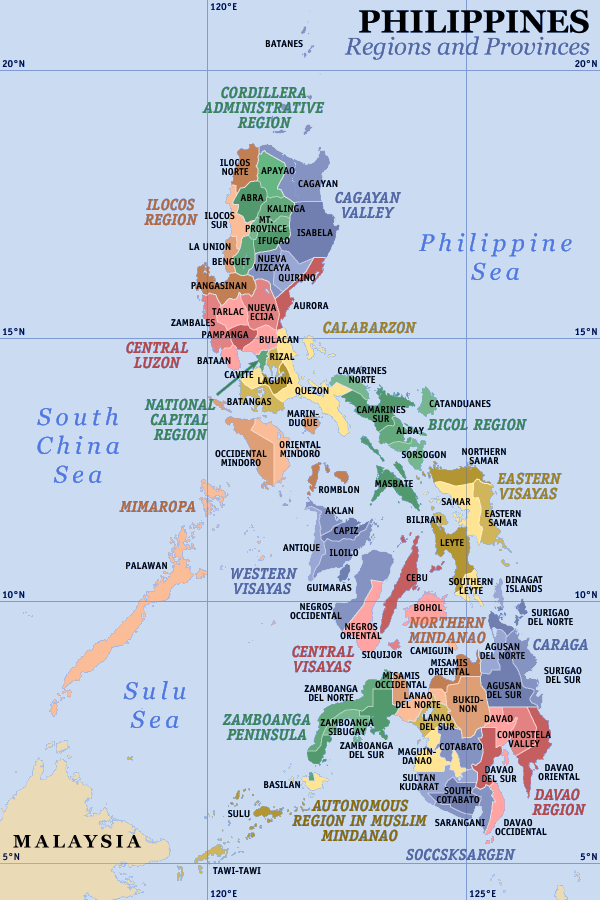
De regio's en provincies

De Filipijnen kennen in het grootste deel van het land vier bestuurslagen. Naast de nationale overheid zijn dat de provincies, de gemeenten en steden en daaronder de barangays. De 81 provincies zijn voor administratief gemak in zestien regio's gegroepeerd. Daarnaast is er nog een zeventiende regio, National Capital Region (NCR), die niet is onderverdeeld in provincies, maar bestaat uit zestien steden en gemeenten rond Manilla. Deze zeventien regio's vormen echter geen aparte bestuurlijke laag. De enige uitzondering daarop is Autonomous Region in Muslim Mindanao (ARMM) op het zuidelijke eiland Mindanao. Deze regio kent een eigen gekozen volksvertegenwoordiging en regionaal gouverneur. Provincies zijn onderverdeeld in steden en gemeenten. Naast de steden, die bestuurlijk gezien onderdeel uitmaken van een provincie, bestaan er ook enkele tientallen onafhankelijke steden, die direct onder de nationale overheid vallen. Alle steden en gemeenten zijn op hun beurt weer onderverdeeld in barangays. Het aantal steden, gemeenten en barangays is nogal aan verandering onderhevig. Per 30 september 2014 waren er in de Filipijnen 144 steden, 1490 gemeenten en 42.029 barangays.

### Internationale relaties

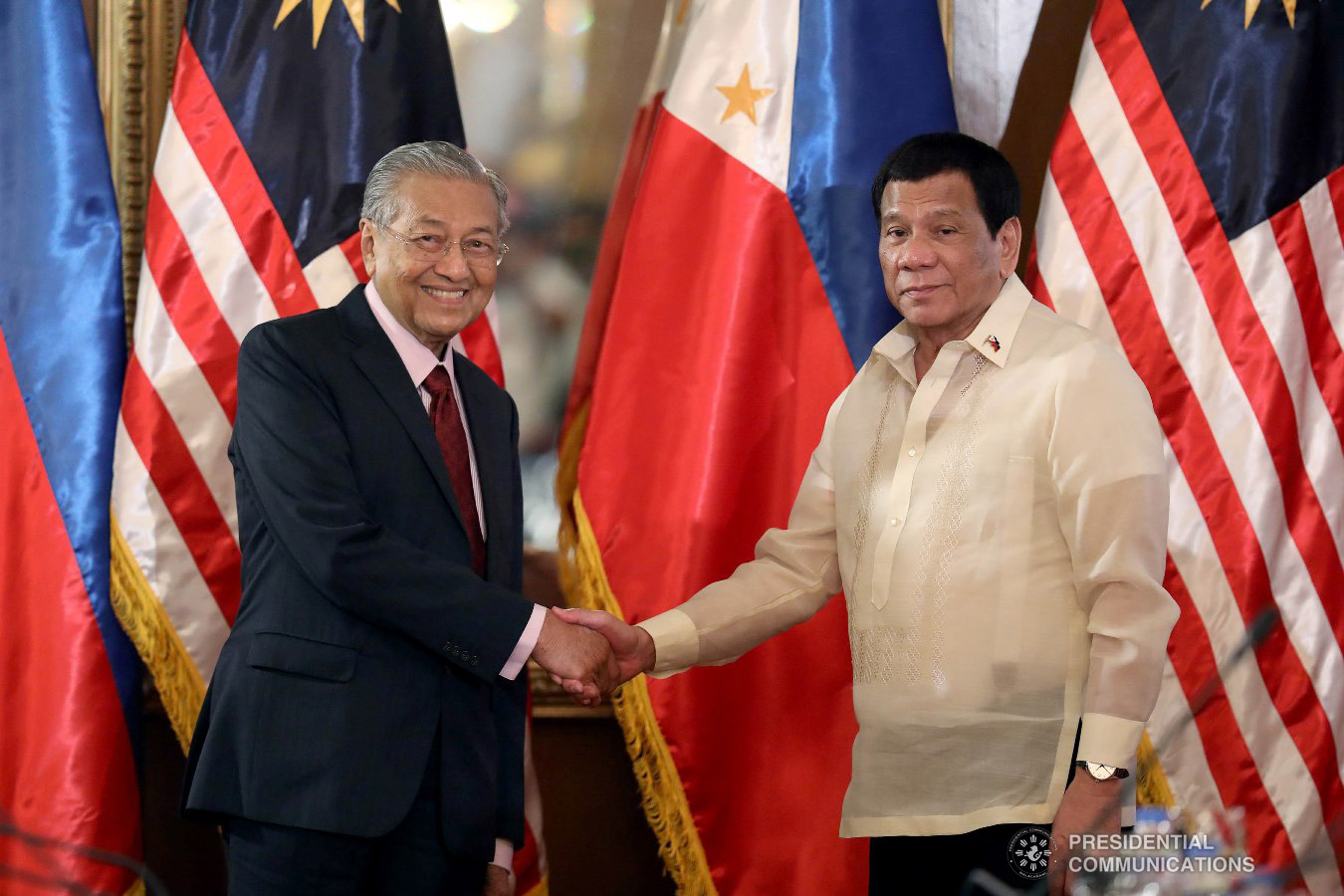
Rodrigo Duterte en de Maleisische premier Mahathir Mohammed (7 maart 2019)

De Filipijnen zijn sinds de oprichting lid van de Verenigde Naties, zijn sindsdien diverse malen gekozen als lid van de Veiligheidsraad en participeren in VN-organisaties als FAO, ILO, UNESCO en WHO. Daarnaast is het land momenteel lid van de Mensenrechtenraad van de Verenigde Naties en neemt het deel aan vredesmissies. Naast de Verenigde Naties zijn de Filipijnen ook lid van de Latijnse Unie en de Beweging van Niet-Gebonden Landen en waren ze lid van de inmiddels opgeheven Zuidoost-Aziatische Verdragsorganisatie (SEATO).
In regionaal verband zijn de Filipijnen medeoprichters van ASEAN (Association of Southeast Asian Nations). Dit samenwerkingsverband tussen Zuidoost-Aziatische landen heeft tot doel de onderlinge relaties te versterken en de economische en culturele groei van de lidstaten te bevorderen. De relatie tussen de Filipijnen en enkele buurnaties is sterk verbeterd vergeleken met de jaren 70 toen het land in oorlog was met Vietnam en er bovendien sprake was van een ernstig dispuut met Maleisië over het noordoostelijke deel van Borneo, dat op historische gronden werd geclaimd door de Filipijnen. Ook met China is de relatie sinds het einde van de Koude Oorlog sterk verbeterd. Tegenwoordig zorgen de Spratly-eilanden, die behalve door de Filipijnen ook door China, Maleisië en Vietnam worden geclaimd, nog zo nu en dan voor onderlinge frictie. Hierin trekken de Filipijnen, gesteund door de Verenigde Staten, meer en meer met Vietnam op tegen het sterkere China.
Verder is de relatie met Japan sinds de Tweede Wereldoorlog altijd goed geweest; Japan wordt gezien als de belangrijkste partner in de regio. Met de Verenigde Staten is economische, politieke en militaire samenwerking sinds de onafhankelijkheid in 1946. Vanwege de grote aantallen arbeidsmigranten onderhoudt het land verder goede relaties met onder andere Zuid-Korea, Qatar, Singapore, Saoedi-Arabië en de Verenigde Arabische Emiraten.

### Veiligheid en defensie

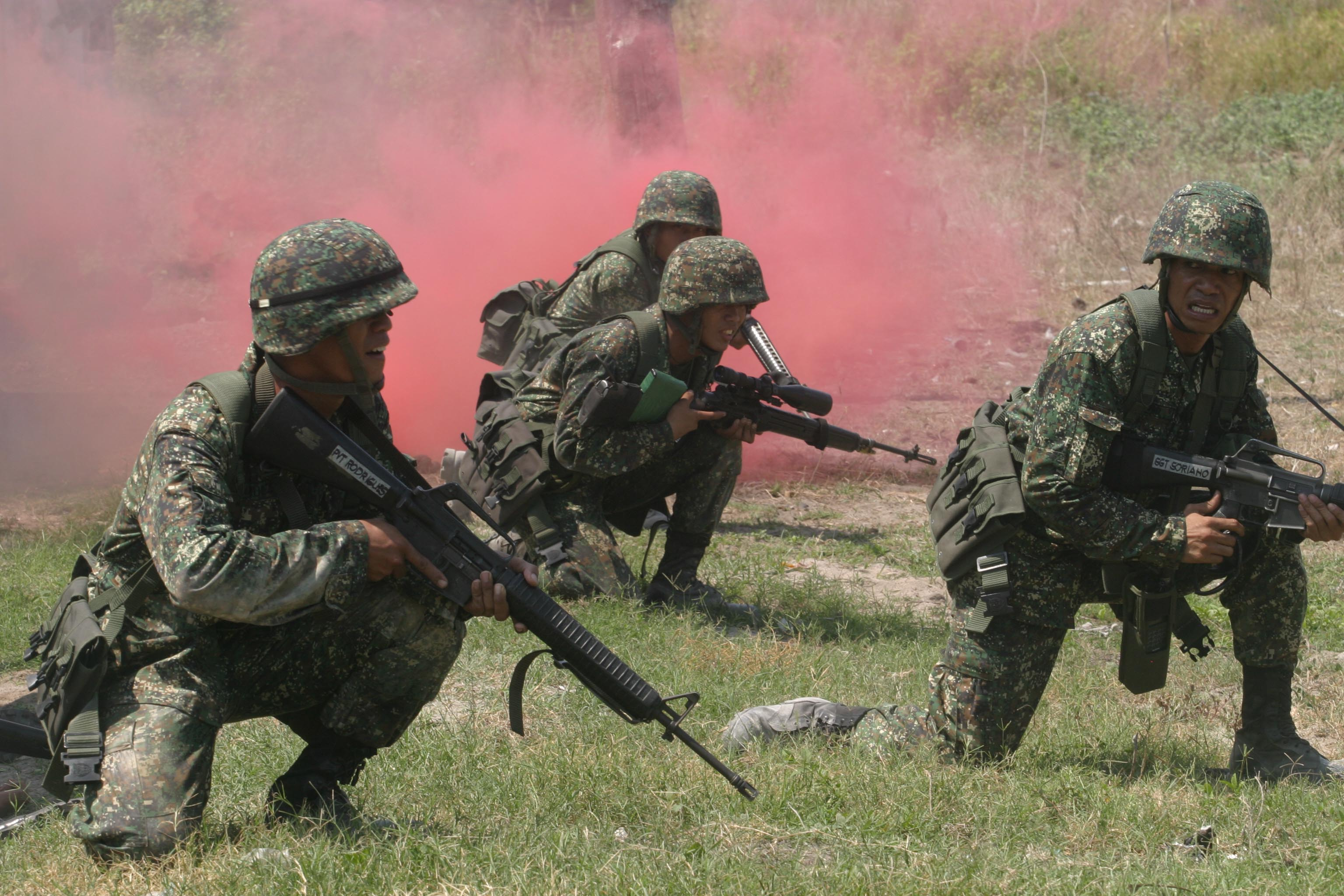
Filipijnse mariniers tijdens een gezamenlijke oefening met Amerikaanse strijdkrachten in 2009

De Filipijnse krijgsmacht is verantwoordelijk voor de defensie van de Filipijnen. Het is een beroepsleger dat de beschikking heeft over 113.500 actieve militairen en 131.000 reservisten en is samengesteld uit drie onderdelen: de Filipijnse luchtmacht, de Filipijnse landmacht en de Filipijnse marine. De binnenlandse veiligheid is de verantwoordelijkheid van de Philippine National Police. Hierbij worden ze, met name als het gaat om de bestrijding van opstandige groeperingen, zoals de communistische NDF en de islamitische groeperingen zoals Abu Sayyaf en MILF, geholpen door het leger. Filipijnse strijdkrachten en politiemensen nemen regelmatig deel aan internationale vredesmissies onder de vlag van de Verenigde Naties. Zo waren er troepen actief in onder meer Afghanistan, Oost-Timor en Soedan.
De Filipijnen onderhouden sinds het verkrijgen van de onafhankelijkheid kort na de Tweede Wereldoorlog nauwe militaire banden met hun voormalig kolonisator, de Verenigde Staten. De Filipijnen steunden de VS in de loop der tijd in diverse conflicten, in ruil voor veel ontwikkelingshulp, militaire apparatuur en training. Zo namen er Filipijnse strijdkrachten deel aan de Koreaanse Oorlog en de Vietnamoorlog. Bij de onafhankelijkheid had de VS bovendien bedongen dat zij 99 jaar lang diverse grote legerbases in de Filipijnen zou mogen exploiteren. De twee grootste bases, Subic Bay Naval Base in Olongapo en Clark Air Base bij Angeles, behoorden tot de grootste ter wereld en waren voor de VS van groot strategisch belang. In de loop der tijd nam de weerstand tegen de Amerikaanse aanwezigheid onder de bevolking toe. De looptijd werd drastisch ingekort en hoewel de regering van toenmalig president Corazon Aquino voor verlenging van het contract voor de bases was, stemde de Filipijnse Senaat in 1991 uiteindelijk tegen en werden ze gesloten. Na aanslagen op 11 september 2001 in New York waren de Filipijnen een van de landen die steun verleenden aan de door de regering-Bush gestarte 'War on Terrorism'. Amerikaanse troepen ondersteunen sinds die tijd het Filipijnse leger in hun strijd tegen de islamistische afscheidingsbewegingen in het zuiden van het land. Ook ondersteunden de Verenigde Staten de Filipijnse positie betreffende de Zuid-Chinese Zee tegen China.

### Gezondheidszorg
Gezondheidszorg valt onder de verantwoordelijkheid van het Departement van Volksgezondheid (Department of Health). Ongeveer 60% van de ziekenhuizen in de Filipijnen zijn commerciële instellingen. De overheidsziekenhuizen vallen voor een groot deel onder de verantwoordelijkheid van de lokale overheden. De provinciale overheid is verantwoordelijk voor de provinciale- en districtsziekenhuizen en de gemeente- en stadsbesturen voor de kleinere artsenposten, de zogenaamde Rural Health Units (RHU's) en de barangay health units. Enkele tientallen grotere en diverse gespecialiseerde ziekenhuizen, zoals het Philippine Heart Center vallen rechtstreeks onder de departementen. In ziekenhuizen van de overheid is de zorg gratis. De patiënten dienen echter wel de medicijnen te betalen. Ongeveer 80 procent van de Filipino's is voor ziektekosten verzekerd bij de Philippine Health Insurance Corporation (of kortweg PhilHealth). De dekking door PhilHealth is echter beperkt, waardoor de ziektekosten relatief zwaar drukken op het budget van het arme deel van de bevolking.
Het budget dat de Filipijnse overheid heeft vastgesteld voor gezondheidszorg is relatief klein. Het grootste deel van de Filipijnse gezondheidszorg wordt verzorgd door commerciële privé-instellingen. In 2006 bedroegen de totale uitgaven voor gezondheidszorg 3,8% van het Filipijns bruto binnenlands product. De overheid nam daarvan 32,9% voor haar rekening. Privé-instellingen namen het grootste deel van het resterende bedrag voor hun rekening. De overheidsuitgaven voor gezondheidszorg bedroegen 6,1% van de totale overheidsuitgaven. Per hoofd van de bevolking kwam dit neer op $52. Vier jaar later was dat deels door de grote bevolkingsgroei nog verder afgenomen. Voor 2010 was het budget voor gezondheidsuitgaven ₱28 miljard ($597 miljoen) oftewel ₱310 ($7) per hoofd van de bevolking.
In 2001 waren er ongeveer 1.700 ziekenhuizen. Veertig procent daarvan waren overheidsziekenhuizen en de resterende zestig procent commerciële ziekenhuizen. Diverse van deze commerciële ziekenhuizen zijn van zeer hoog niveau, zoals Makati Medical Center en St. Luke's Medical Center. Deze ziekenhuizen zijn echter voor het grootste deel van de bevolking niet betaalbaar. Er zijn naar schatting 90.370 dokters, ofwel 1 dokter op elke 833 mensen. Dit verhoudt zich positief met buurlanden als Thailand (1 op 2500) en Indonesië (1 op 10.000), maar is minder dan bijvoorbeeld Nederland (1 op 270) of de Verenigde Staten (1 op 385). Het is bovendien lastig om deze aantallen op acceptabel niveau te houden, omdat veel medisch geschoold personeel na verloop van tijd vertrekt naar het buitenland om daar te gaan werken. Zo werkt 70% van de verpleegsters buiten de Filipijnen. Het land is daarmee 's werelds grootste exporteur van verpleegkundig personeel. Daarbij komt dat de verdeling van ziekenhuizen en medisch personeel over het land erg onevenwichtig is. De meeste ziekenhuizen en medisch personeel zijn te vinden in de buurt van Manilla en andere stedelijke agglomeraties zoals Cebu. Op het Filipijnse platteland is de gezondheidszorg veelal ontoereikend en van slechte kwaliteit.
De gezondheidszorg in de Filipijnen en de gezondheid van de gemiddelde Filipino is de laatste tientallen jaren vooruit gegaan. Dit heeft zich onder andere geuit in een grote stijging van de gemiddelde levensverwachting. In 1947 was de levensverwachting van een pasgeboren Filipijnse baby 47,8 jaar. In 2009 was dit gestegen naar 71,1 jaar. Vergeleken met enkele naburige landen blijft de ontwikkeling van de gezondheidszorg echter achter. Er liggen onder andere uitdagingen op het gebied van gezondheidszorg voor (aankomende) moeders en reproductieve gezondheidszorg. Ook is een groot deel van de bevolking ondervoed. Van de kinderen onder 5 jaar oud heeft 20,7% ondergewicht. Dit percentage is veel hoger van dat van buurlanden als China (6,8%) en Singapore (3,3%), vergelijkbaar met dat van Vietnam (20,2%) en lager dan van Cambodja (28,4%) en Laos (36,4%). Van elke 1000 kinderen sterven in de Filipijnen 28 voor het bereiken van de leeftijd van vijf jaar, hetgeen iets hoger is dan het regionaal gemiddelde van 22 per 1000. De moedersterfte tijdens een bevalling is met 230 op elke 100.000 geboortes veel hoger dan het regionaal gemiddelde dat 82 op elke 100.000 geboortes bedraagt. De belangrijkste doodsoorzaken in de Filipijnen zijn infecties van de luchtwegen, hart-en vaatziekten en tuberculose. Malaria behoort niet meer tot 's lands grootste doodsoorzaken, maar vormt nog wel steeds een risico in landelijke gebieden.

### Onderwijs

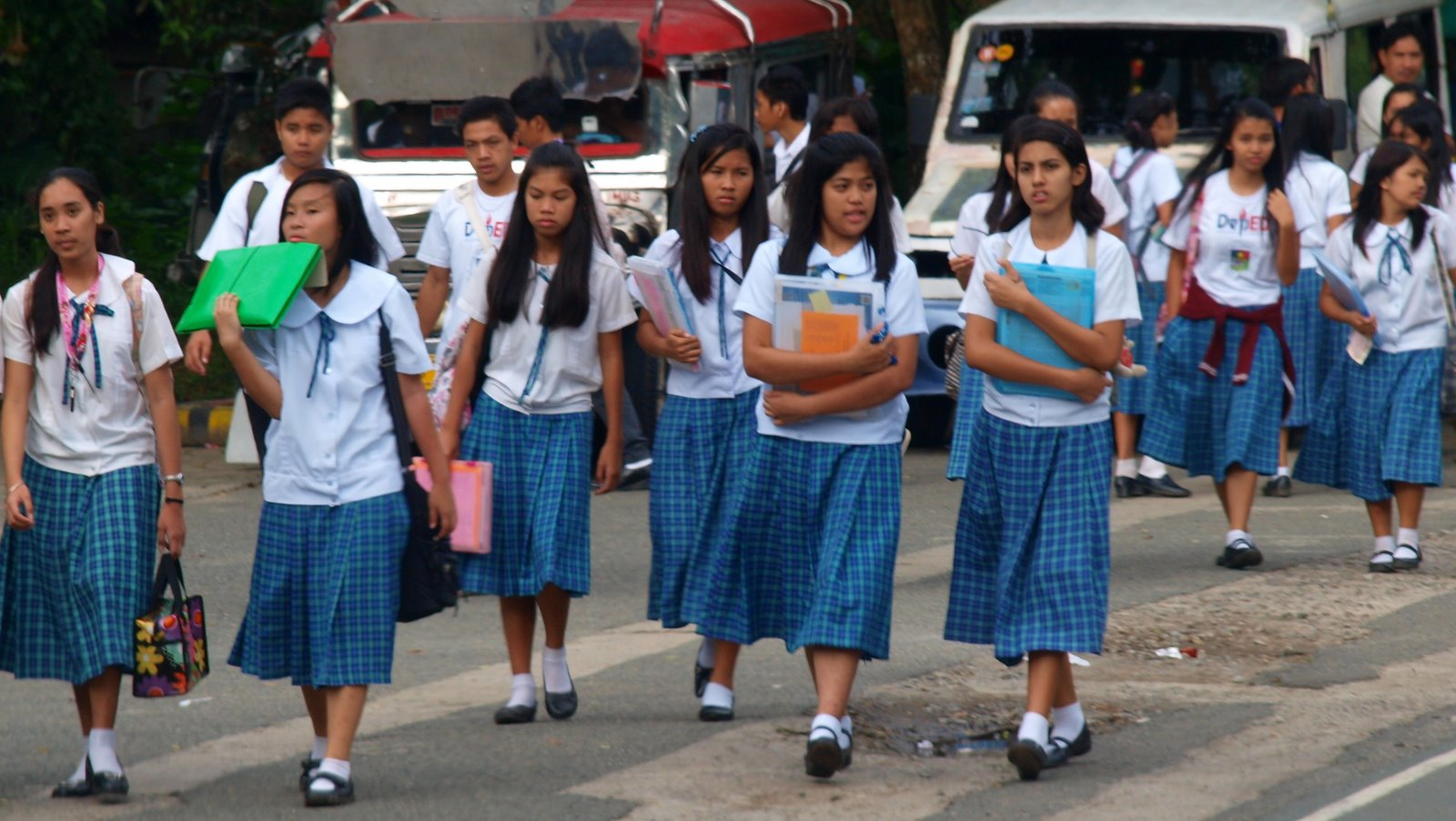
Filipijnse jeugd onderweg naar school

Onderwijs in de Filipijnen is verplicht en gratis voor kinderen van zeven tot twaalf jaar. De meeste Filipijnse kinderen gaan naar openbare scholen. Kinderen uit welgestelde families worden ook wel naar privéscholen gestuurd. Het onderwijssysteem lijkt veel op het Amerikaanse systeem. Kinderen beginnen op hun zevende met het primair onderwijs dat normaal gesproken op hun twaalfde wordt afgerond. Daarna volgt een vier jaar durende secondaire schoolopleiding (high school). Daarna kan nog op tertiair niveau verder worden gestudeerd aan een van de vele universiteiten die de Filipijnen kennen voor een bachelor- of masters-diploma. Het is in de Filipijnen gebruikelijk dat de kinderen schooluniformen dragen. Naast de gebruikelijke vakken en de lokale taal wordt overal de gemeenschappelijke taal, het Filipino, of Tagalog onderwezen, hoewel in de praktijk Filipijnen uit verschillende taalgebieden al snel overschakelen naar Engels, of een mix van Tagalog en Engels, het zogenaamde taglish.
Gemiddeld gaan Filipijnse kinderen 12 jaar naar school. Volgens cijfers uit 2000 kan 92,6% van de bevolking lezen en schrijven. Dit percentage is voor mannen en vrouwen ongeveer gelijk. De Filipijnen besteden een relatief laag percentage van het bruto binnenlands product (bbp) aan onderwijs. In 2005 was dit 2,5% van het bnp.
De oudste universiteit van het land is de University of San Carlos in Cebu City die in 1595 werd opgericht. De University of Santo Tomas gevestigd in Manilla betwist deze claim, omdat zij eerder de status van universiteit kregen toebedeeld, namelijk in 1645. De in 1908 door de Amerikanen opgerichte University of the Philippines met vestigingen door het hele land is een staatsuniversiteit en is een van de betere en grootste universiteiten van het land. In de stad Dumaguete op Negros bevindt zich de enige protestante universiteit van het land, de Silliman University. In het overwegend islamitische zuiden van het land bevindt zich in de stad Marawi, de islamitische universiteit Mindanao State University. Daarnaast zijn er in de Filipijnen nog tientallen andere universiteiten en hogescholen.

### Misdaad
De verantwoordelijkheid voor het handhaven van de wet ligt in de Filipijnen voornamelijk bij de Philippine National Police. Daarnaast zijn er instanties voor gespecialiseerde taken zoals de bestrijding van drugs en terrorisme. Het National Bureau of Investigation (NBI) is verantwoordelijk voor het opsporen en oplossen van grotere misdaadzaken, terwijl de Filipijnse kustwacht verantwoordelijk is voor het handhaven van de maritieme wetgeving.
De Filipijnen kennen vergeleken met geïndustrialiseerde landen relatief lage misdaadcijfers. Een uitzondering daarop vormt het aantal moorden dat met 7,85 per 100.000 inwoners in het jaar 2000 hoger lag dan het moordcijfer in de Verenigde Staten. Ook worden er vrij vaak mensen ontvoerd, meestal met de bedoeling om losgeld te kunnen eisen. Met name de ontvoeringen door de islamitische terreurbeweging Abu Sayyaf in het zuiden van het land zijn berucht, omdat deze nogal eens eindigen in de onthoofding van de slachtoffers. Een ander groot probleem in de Filipijnen is het aantal moorden dat wordt gepleegd door of in opdracht van politie of het leger, de zogenaamde extrajudicial killings. Slachtoffers van dergelijke moorden zijn dikwijls journalisten of linkse activisten. Verder vinden in het zuiden aanslagen plaats, niet alleen door islamitische groeperingen als Abu Sayyaf en BIFF, maar ook door andere groeperingen, zoals het communistische New People's Army. Onder leiding van voormalig president Duterte zijn in zijn War against Drugs tienduizenden Filipino’s standrechterlijk ge executeerd, al dan niet drugs gebruikend. Betrokkenheid van Duterte en zijn Vigilantes, de “ordebewakers” die via via namens hem handelden, zal wellicht ooit vast komen te staan via het Internationaal Gerechtshof.
De zwaarste straf die de Filipijnen kennen is een levenslange gevangenisstraf, nadat in 2004 de doodstraf werd afgeschaft. De doodstraf was eerder al in 1987 afgeschaft, maar werd in 1994 door toenmalig president Fidel Ramos geherintroduceerd. In de Filipijnen worden ruim 102.000 mensen gevangen gehouden. Dat betekent dat 111 mensen op elke honderdduizend Filipino's in de gevangenis zitten. Daarmee bevinden de Filipijnen zich wereldwijd gezien in de middenmoot.

### Media
De grootste dagbladen van de Filipijnen zijn de Manila Bulletin, de Philippine Star, de Philippine Daily Inquirer, de Manila Times en Business World. De grootste televisienetwerken van het land zijn ABS-CBN en GMA.  De eerste, ABS CBN, is door te veel kritiek op Duterte zijn zendmachtiging ontnomen. De zenders van deze netwerken kunnen behalve via de kabel ook via de ether ontvangen worden. In totaal waren er in 2004 225 televisiezenders, 369 AM-radiozenders, 583 FM-radiozenders en vijf kortegolfzenders. Hoewel sommige media zoals IBC (televisie) en de Philippine Broadcasting Service (radio) in handen zijn van de overheid, zijn de meeste mediabedrijven commerciële bedrijven. Verreweg de meeste daarvan zijn weer in handen van een van de machtige families van de Filipijnse elite of hun bedrijven. Als gevolg hiervan is de berichtgeving met betrekking tot bepaalde onderwerpen niet altijd neutraal. In 2007 hadden naar schatting 14 miljoen Filipino's toegang tot internet.

### Sport

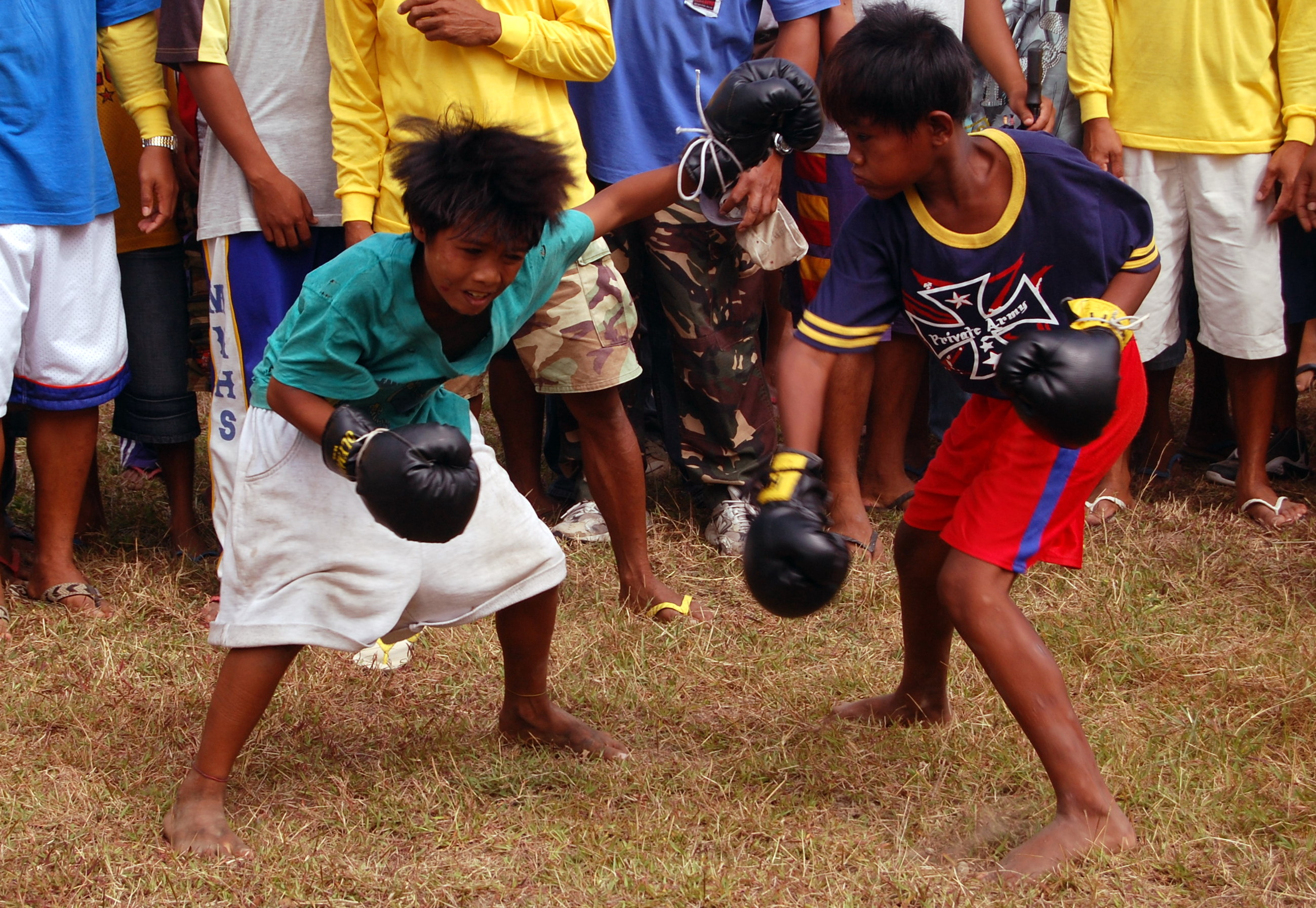
Manny Pacquiao als het grote voorbeeld

De populairste (kijk)sporten in de Filipijnen zijn basketbal, boksen en pool. Bij het basketballen werd in het verleden behoorlijk wat succes geboekt op internationaal niveau. De laatste tientallen jaren is dat echter wat minder geworden. In het boksen en poolen behalen Filipino's nog wel regelmatig successen op mondiaal niveau. De meeste medailles die de Filipijnen op de Olympische Spelen behaalden werden veroverd bij het boksen. Ook in de lichtgewichtklassen van het profboksen worden regelmatig successen geboekt. In het verleden was de legendarische Pancho Villa de eerste Filipijnse wereldkampioen. Later volgde onder andere Gabriel Elorde. De laatste jaren was met name Manny Pacquiao erg succesvol. Hij won al diverse wereldtitels en is een van de succesvolste Filipijnse sporters aller tijden. In het poolen zijn de Filipijnen een van de toonaangevende landen. De succesvolste Filipijnse pooler aller tijden is Efren Reyes. Hij voerde van 2000 tot en met 2006 de ranglijst van meestverdienende poolspelers aan. Basketballen en poolen zijn niet alleen populaire kijksporten, maar worden ook door het hele land veelvuldig recreatief beoefend. In elk dorp, hoe klein ook, zijn wel basketbalveldjes en pooltafels te vinden. Naast de genoemde sporten geniet ook het schaken enige populariteit in de Filipijnen. De meest succesvolle Filipijnse schaker is zonder twijfel Eugenio Torre. Hij was de eerste schaakgrootmeester van Azië en vertegenwoordigde het land negentien achtereenvolgende keren op de internationale schaakolympiade. In 1992 was hij de secondant van Bobby Fischer in diens revanchewedstrijd tegen Boris Spasski.

## Economie

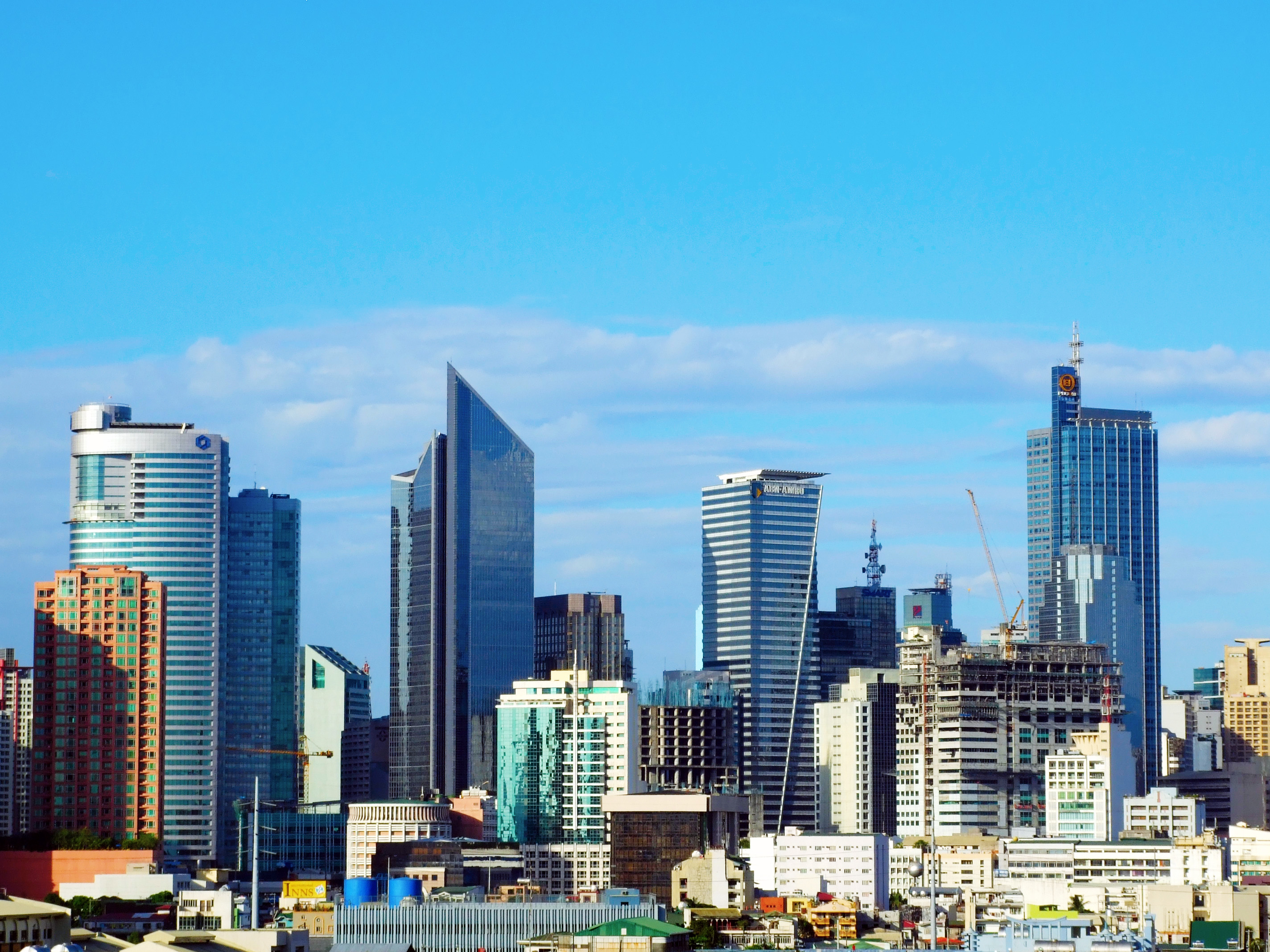
Makati, het financiële centrum van de Filipijnen

De Filipijnse economie is een vrijemarkteconomie die van oudsher wordt gekenmerkt door het grote agrarische aandeel. Hoewel de bijdrage van de landbouw, visserij en bosbouw aan het bruto binnenlands product (bbp) in de loop der jaren is gedaald tot 14,9% in 2009, verdient nog steeds 34,6% van de werkzame beroepsbevolking van 34,3 miljoen mensen hun inkomen in deze sector. De belangrijkste pijler van de Filipijnse economie is tegenwoordig echter de dienstverlening, waarin 51,2% van de werkzame beroepsbevolking 55,1% van het bbp produceren. De derde grote sector is de industrie waarin 14,2% van de arbeiders 29,9% van het bbp produceren. Belangrijke exportproducten zijn onder meer halfgeleiders, elektronica, transportapparatuur, kleding, koperproducten, petroleumproducten, kokosnootolie en fruit. Daarnaast is het land een van de grootste exporteurs van goedkope arbeidskrachten ter wereld. De voornaamste handelspartners zijn de Verenigde Staten, Japan, Nederland, China, Hongkong, Singapore, Maleisië, Taiwan, Zuid-Korea, Thailand en Saoedi-Arabië. De munt die gebruikt wordt is de Filipijnse peso.
Gemeten naar bruto binnenlands product (bbp) was de Filipijnse economie in 2015 met bijna $292,5 miljard de 39e economie van de wereld. Het BBP per hoofd van de bevolking was $ 2863 en daarmee behoort het land tot de armere landen in de wereld. De economische ongelijkheid is bovendien groot. De economische macht en welvaart is geconcentreerd bij een kleine bovenklasse. Volgens cijfers van het Filipijns bureau voor de statistiek, het National Statistical Coordination Board (NSCB), leefde in 2006 27% van de Filipijnse gezinnen (hetgeen overeenkwam met 33% van de inwoners) onder de officieel vastgestelde armoedegrens. Drie jaar daarvoor waren deze percentages respectievelijk 24,4% en 30%. Ook tussen de verschillende regio's zijn de verschillen groot. In de regio-Manilla (NCR) liggen de inkomens gemiddeld op 275% van het gemiddelde, en zelfs twaalf keer zo hoog als in de armere regio's. De armste regio is het zuiden van het land, waaronder de autonome moslimregio op Mindanao. Bij de armste tien provincies waren in 2003 zes provincies op Mindanao, drie op Luzon en een op de Visayas. De tien minst arme provincies in 2006 liggen allemaal op Luzon.
Direct na de Tweede Wereldoorlog werden de Filipijnen nog beschouwd als een van de rijkste landen van de regio. In de loop der jaren is het land echter afgezakt naar de categorie arme landen. De economische groei direct na de Tweede Wereldoorlog was snel, mede als gevolg van de Amerikaanse investeringen in het land. Deze groei daalde echter in de loop der tijd. Tijdens een ernstige recessie in 1984 en 1985 kromp de economie meer dan 10%. De politieke instabiliteit tijdens de regering-Aquino en de focus op de terugbetaling van de opgebouwde schulden in de regeerperiode van Ferdinand Marcos leidden ertoe dat het economisch herstel uitbleef en de economische situatie zelfs verslechterde. President Ramos nam diverse maatregelen om de economie weer op gang te brengen, waardoor deze negatieve trend tijdens de jaren negentig in positieve zin werd omgebogen. De economische crisis in Zuidoost-Azië in 1997 sloeg echter ook de Filipijnen niet over en de groei sloeg om van 5% in 1997 in een krimp van 0,5% in 1998. President Estrada heeft na Ramos geprobeerd diens hervormingsbeleid door te zetten, hetgeen gefrustreerd werd door zijn afzetting. Ook onder leiding van president Gloria Macapagal-Arroyo werd er van alles gedaan om de economie snel te laten groeien. Dit resulteerde in 2004 in een groei van 6%, gevolgd door een vrij constante groei met in 2012 zelfs een groei van 10%. Perioden van uitbundige groei zijn historisch echter afgewisseld met stagnatie en krimp. Hiermee laat de economische geschiedenis een grilliger beeld zien dan bijvoorbeeld China. Daarnaast vormt corruptie al gedurende lange tijd een groot probleem, waar ook onder president Benigno Aquino III niet significant veel aan veranderd is.
De Filipijnen zijn in economische verband lid van de wereldbank, het Internationaal Monetair Fonds (IMF), De Wereldhandelsorganisatie (WTO), de Aziatische Ontwikkelingsbank (AsDB), dat haar hoofdkwartier heeft in Mandaluyong, het Colombo-plan en de G77.

### Energie
In 2014 produceerde het land 26 miljoen ton olie-equivalent (Mtoe, 1 Mtoe = 11,63 Twh), waarvan 31% uit fossiele bronnen en 69% duurzaam. Dat was niet genoeg voor de energievoorziening, het TPES (total primary energy supply) was 48 Mtoe. Het land importeerde 22 Mtoe fossiele brandstof meer dan het exporteerde.
Van de energie ging ongeveer 20 Mtoe verloren bij conversie, vooral bij elektriciteitsopwekking uit fossiele brandstof. Voor eindgebruikers resteerde 27 Mtoe, waarvan 5,4 Mtoe aan elektriciteit.
De uitstoot van kooldioxide was 96 megaton, dat is 1,0 ton per persoon. Het wereldgemiddelde is 4,5 ton per persoon.

### Landbouw, visserij en bosbouw

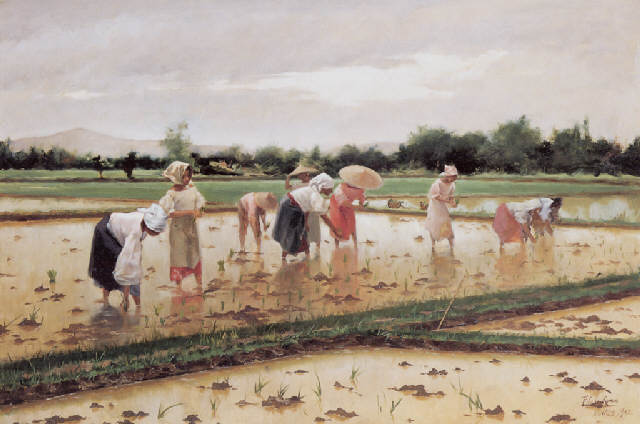
De landbouw is van oudsher een belangrijke sector in de Filipijnse economie.
(schilderij van Fabian de la Rosa uit 1902)

In de vruchtbare Filipijnse grond worden het hele jaar door veel verschillende landbouwproducten verbouwd. De belangrijkste daarvan zijn rijst, mais, kokosnoot, suikerriet, en vruchten als banaan, ananas en mango. Andere belangrijke landbouwproducten zijn abaca (manillahennep), koffie en manguey. Rijst wordt door het hele land verbouwd, maar met name in Noord en Centraal-Luzon, Zuidwest-Mindanao, West-Negros en Oost en Centraal-Panay. De bekendste rijstterrassen zijn de enkele duizenden jaren oude Rijstterrassen van Banaue in het noorden van Luzon. De Filipijnen zijn een van 's werelds grootste producenten en een van de belangrijkste exporteurs van kokosnoten en afgeleide producten. Zo is 30% van de totale kopraproductie in de wereld afkomstig uit de Filipijnen. Suikerriet wordt net als rijst met name verbouwd op Noord en Centraal-Luzon, Zuidwest-Mindanao, West-Negros en Panay. Een groot deel van de suiker wordt geëxporteerd naar de VS.  Enkele beroemde rummerken die ook exporteren buiten het land, als Tanduhay en Don Papa, worden gemaakt met de suikkerriet suiker van Negros.   Abaca wordt met name geproduceerd in Oost-Mindanao, Zuidoost-Luzon en Leyte en Samar.
Naast de landbouw is ook de visserij erg belangrijk. Vis is een belangrijk onderdeel van de Filipijnse keuken en ruim 1,45 miljoen mensen (4,2%) verdienen hun inkomen in de visserij. Ook is het aantal viskwekerijen sinds de jaren 90 flink toegenomen. Een belangrijk exportproduct is ingeblikte tonijn. Commerciële visserij is met name te vinden rond Palawan, Negros, Mindanao en Panay.
In het verleden was ook de bosbouw een zeer belangrijke sector en was het land een belangrijke exporteur van hout, en dan met name tropisch hardhout. Tussen 1900 en 2010 is het percentage bos onder andere daardoor met een factor tien afgenomen van 70% naar 7%. Ondanks een verbod op de export van tropisch hardhout in de jaren 80 verdwijnt er ook tegenwoordig nog tropisch hardhout op illegale wijze naar het buitenland.

### Financiën
De centrale bank van de Filipijnen is de Bangko Sentral ng Pilipinas (BSP). De BSP is verantwoordelijk voor het monetair beleid van de Filipijnen. Daarnaast is de BSP onder andere verantwoordelijk voor de uitgifte van de nationale munt, de Filipijnse peso. De BSP staat onder leiding van een door de Filipijnse president benoemde gouverneur en is volgens de New Central Bank Act uit 1993 in fiscaal en bestuurlijk opzicht onafhankelijk van de Filipijnse overheid. Naast de centrale bank zijn er vele andere banken zoals handelsbanken, landbouwbanken, particuliere ontwikkelingsbanken. De BSP is toezichthouder op al deze verschillende banken. Het Departement van Financiën is verantwoordelijk voor de financiën van de Filipijnse overheid en het formuleren en uitvoeren van het fiscale beleid. Omdat veel bedrijven, banken en andere financiële instanties, zoals de Philippine Stock Exchange gevestigd zijn in het zakencentrum van Makati, wordt deze stad ten zuidoosten van Manilla algemeen beschouwd als het financiële centrum van de Filipijnen.

### Arbeidsmigratie
De Filipijnen zijn, op India, China en Mexico na, de grootste exporteurs van arbeidskrachten ter wereld. Dit heeft zijn oorsprong in de jaren 70, toen president Ferdinand Marcos als oplossing voor de economische neergang, de toenemende werkloosheid en de daarmee gepaard gaande sociale onrust, een programma opzette om goedkope Filipijnse arbeidskrachten in het buitenland aan het werk te helpen. In de loop der jaren is het aantal van deze zogenaamde Filipino Overseas Workers (OFW's) en daarmee hun economische belang dermate gegroeid dat de maatregel van Marcos zich tot een permanente situatie heeft ontwikkeld. Vertrokken er in de jaren 70 nog enkele tienduizenden arbeidsmigranten per jaar, in 2009 was dit aantal gegroeid tot 1,4 miljoen. Eind 2008 woonden en werkten naar schatting 8,2 miljoen Filipino's in het buitenland. Het geld dat deze migranten jaarlijks naar huis sturen vormt een substantieel deel van de Filipijnse economie. In 2009 bereikte dit bedrag een recordhoogte van $17,3 miljard en daarmee was het opgestuurde geld van de groep OFW's goed voor 10,8% van het Filipijns bruto binnenlands product. De landen waar de grootste groep Filipino's wonen en werken zijn de Verenigde Staten, Saoedi-Arabië en de Verenigde Arabische Emiraten. De belangrijkste landen waar de OFW's in recente jaren werk vinden zijn Saoedi-Arabië, de Verenigde Arabische Emiraten, Qatar en Koeweit in het Midden-Oosten en Hongkong, Singapore, Taiwan in Azië. Mannelijke OFW's worden vaak ingezet als zeelieden, of voor laaggeschoolde technische beroepen. Vrouwen worden veel gevraagd in de verpleging, als hulp in de huishouding in de Arabische wereld, Hong Kong, maar ook als au pair in Europa. Hogergeschoolde Filipino's zoals medici, ICT'ers en docenten migreren vaak naar westerse landen in Europa en Noord-Amerika.
Tegenover de economische voordelen die het bevorderen van arbeidsmigratie opleveren, staan ook vele nadelen. Veel OFW's krijgen te maken met uitbuiting, onveilige werkomstandigheden of zelfs mishandeling of verkrachting. Ook belanden sommige Filipijnse vrouwen via malafide wervingsbureaus in de prostitutie. Ook op het thuisfront eist de afwezigheid van de miljoenen OFW's haar tol. Naar schatting 6 miljoen Filipijnse kinderen groeien op in afwezigheid van minstens een van de ouders, omdat deze in het buitenland werkzaam is. Dit leidt er weer toe dat met name jongens vroeg van school gaan om thuis te helpen of een baantje te vinden. Verder betekent de uittocht van veel hooggeschoolde personen een braindrain: er zijn bijvoorbeeld in veel gebieden ontoereikende medische voorzieningen terwijl medisch personeel naar het buitenland vertrekt.

## Verkeer en vervoer

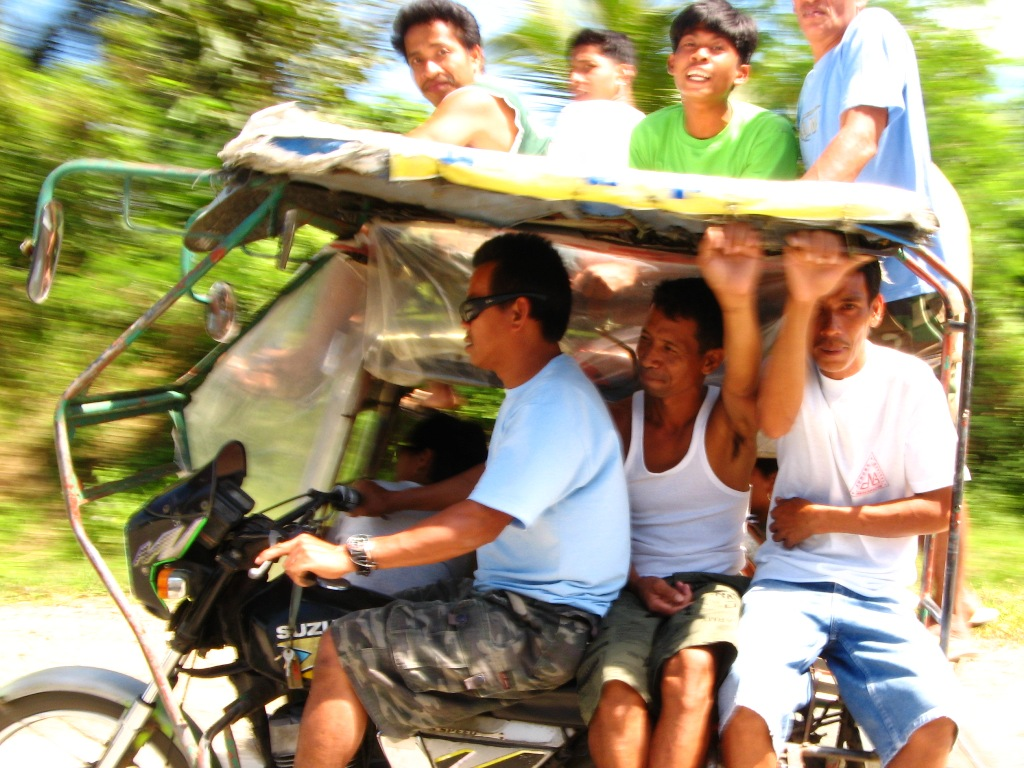
Een overvolle tricycle in Tagkawayan

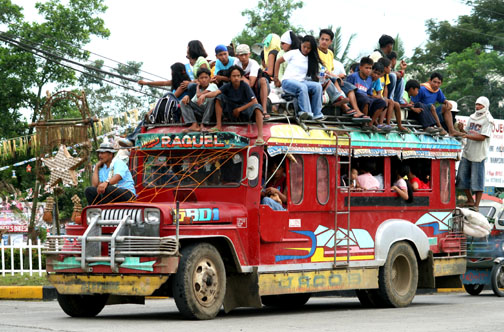
Een overvolle jeepney op Mindanao

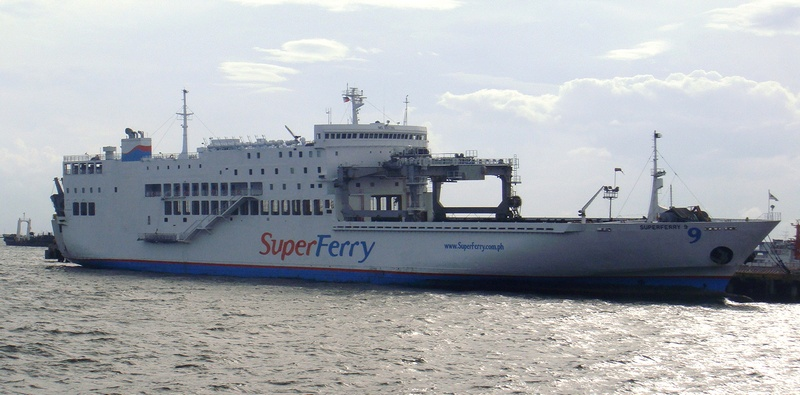
Superferry 9, enkele maanden voor haar zinken bij Zamboanga City

De infrastructuur van de Filipijnen is gebrekkig en er wordt onvoldoende geïnvesteerd om deze situatie significant te verbeteren. Zo zijn veel wegen in het land nog onverhard. Van de 29.650 km hoofdwegen in de Filipijnen was 13.584 km (45,8%) in 2008 verhard. In 1986 was dit percentage nog maar 23,5%. Van het totale wegennet met een geschatte lengte van 158.810 km is slechts 14% verhard. Het vervoer over deze wegen vindt plaats middels een grote variëteit aan voertuigen. Meest opvallend daarbij is het relatief grote aantal motorfietsen en tricycles (een taximotorfiets met overdekte zijspan). Van de 5,9 miljoen geregistreerde voertuigen in 2008 was 48% een motorfiets of tricycle. Een uniek vervoermiddel in het Filipijnse straatbeeld is de zogenaamde jeepney. Deze felgekleurde verlengde jeeps zijn een overblijfsel van de Tweede Wereldoorlog en doen dienst als openbaar vervoermiddel in en tussen steden. Een Filipijns autosnelwegnet is in aanbouw.
Het aantal kilometer spoorlijn in de Filipijnen is erg beperkt. Er zijn alleen op het grootste eiland Luzon enkele treinverbindingen. Dit Strong Republic Transit System omvat twee netwerken: de drukgebruikte metro van Manilla die drie lijnen telt (LRT-1, LRT-2 en MRT-3) en de gebrekkig functionerende Philippine National Railways (PNR).
Een belangrijke vorm van vervoer tussen de ruim 7100 eilanden van de Filipijnen is het vervoer over water. Het land heeft de beschikking over enkele honderden zeehavens. De drukste daarvan zijn die van Manilla, Cebu City, Iloilo, Cagayan de Oro en Zamboanga City. Ruim 90 procent van de geïmporteerde goederen en 20 procent van de geëxporteerde goederen wordt via de havens van Manilla vervoerd. Tussen de eilanden varen allerlei soorten veerboten en andere schepen om passagiers en goederen over te zetten. Deze veerboten variëren van kleine outriggers voor enkele tientallen passagiers tot grote veerboten, van maatschappijen zoals Superferry, Negros Navigation en Sulpicio Lines, die vaak meer dan 1000 passagiers per keer kunnen vervoeren. De veerboten zijn vaak slecht onderhouden, overvol en zijn berucht vanwege de grote scheepsrampen die zich van tijd tot tijd voordoen. In 2008 bijvoorbeeld kwamen ruim 800 mensen om het leven toen de MV Princess of the Stars van Sulpicio Lines zonk bij het eiland Sibuyan tijdens het hoogtepunt van de taifoen Fengshen. De grootste scheepsramp in de Filipijnen betrof het zinken van de Doña Paz op 20 december 1987 na een aanvaring met een olietanker. Hierbij kwamen volgens officiële cijfers 1856 mensen om het leven.
Een andere belangrijk vervoerssector in de Filipijnen is de luchtvaart. Er zijn 86 luchthavens in het land. Verreweg de belangrijkste luchthaven is Ninoy Aquino International Airport (NAIA) in Manilla. Andere grote luchthavens zijn Clark International Airport, Mactan-Cebu International Airport bij Cebu en Francisco Bangoy International Airport bij Davao City. Het binnenlands luchtvervoer wordt voornamelijk uitgevoerd door de vijf lokale luchtvaartmaatschappijen. De grootste twee maatschappijen zijn Philippine Airlines, de nationale luchtvaartmaatschappij, en Cebu Pacific. Daarnaast worden de grote internationale luchthavens vanuit honderden buitenlandse luchthavens bediend door tientallen buitenlandse luchtvaartmaatschappijen.

## Kunst en cultuur
De Filipijnse cultuur is in hoge mate beïnvloed door de Spanjaarden, Mexicanen, Chinezen, Amerikanen, Arabieren en Maleisiërs.
Meer dan 300 jaar Spaanse overheersing heeft voor veel blijvende invloeden gezorgd vanuit de Mexicaanse en Spaanse cultuur. Deze invloeden zijn het meest zichtbaar in gebruiken en rituelen gerelateerd aan de Katholieke Kerk en dan met name de religieuze festivals. Elk jaar worden in de Filipijnen omvangrijke festiviteiten georganiseerd, die bekendstaan als Barrio Fiestas en waarmee de beschermheilige van de plaats, het dorp of de regio wordt geëerd. Een festival wordt gevierd met kerkelijke ceremonies, straatparades, vuurwerk, schoonheids- en danswedstrijden en hanengevechten. Voorbeelden van grote festivals zijn het Ati-Atihan festival in Kalibo en het Sinulog in Cebu.
De Chinese invloeden in de Filipijnse cultuur uiten zich voornamelijk op het gebied van de Filipijnse keuken, die in grote mate door de Chinese keuken beïnvloed is. Voorbeelden zijn de noodles (die lokaal bekendstaan als mami) en diverse vleesgerechten. Daarnaast uit de Chinese invloed zich in de taal. Reeds in de vroege tiende eeuw circuleerden in China boeken die de levensstijl en handelspraktijken van de vroege Filipino's beschreven. Een van deze boeken was de Tai Pin Hwan Yu Gi (Het vredevolle universum) van omstreeks 984. Een belangrijke bijdrage van de Chinese immigranten in de Filipijnen was de publicatie van de Doctrina Chistiana in 1593.
De Amerikaanse culturele invloed in de Filipijnen is erg opvallend. Een goed voorbeeld is het wijdverspreide gebruik en de beheersing van de Engelse taal. Een ander voorbeeld is het enthousiasme voor sport in de Filipijnen. De populairste sport van de Filipijnen is een typisch Amerikaanse sport: basketbal. Andere populaire sporten zijn onder andere pool, boksen, zwemmen en Oosterse vechtsporten. Net als de Amerikanen hebben Filipino's bovendien een voorkeur voor fastfood, wat zich uit in de aanwezigheid van vele Amerikaanse ketens zoals McDonald's, Pizza Hut, Burger King en KFC. Daarnaast bestaan er nog diverse lokale fastfoodketens zoals Jollibee, Greenwich Pizza, Chowking en Max's Fried Chicken. Filipino's luisteren graag naar de laatste Amerikaanse en Britse muziek, kijken Amerikaanse films en aanbidden Amerikaanse acteurs en actrices uit Hollywood. Een ander goed voorbeeld zijn de Shopping Malls in de grote steden van de Filipijnen, die naar Amerikaans voorbeeld zijn gebouwd en behoren tot de grootste ter wereld.
Ondanks al deze buitenlandse invloeden, blijft de Filipijnse cultuur uniek. Een voorbeeld hiervan is de jeepney, een opgepoetst relikwie uit de Tweede Wereldoorlog dat tot in de verste uithoeken van het land dienstdoet als openbaarvervoermiddel. Filipino's houden hun nationale helden in ere. José Rizal is de meest geëerde onder hen. Hij was een visionair, wiens geschriften zorgden voor een gevoel van nationale eenheid en bewustzijn. Andere nationale helden zijn Andrés Bonifacio, oprichter van de vrijheidsbeweging Katipunan en Ninoy Aquino, de oppositieleider tegen het bewind van Ferdinand Marcos, die een soort martelaar werd nadat hij door de laatste vermoord werd.

### Literatuur

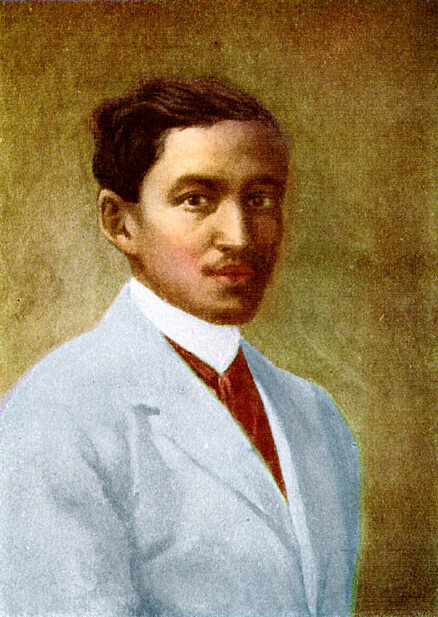
Portret van José Rizal door Juan Luna

### Schilderkunst
De eerste grote Filipijnse kunstschilder was Damian Domingo. Hij wordt beschouwd als de grootste Filipijnse schilder van het begin van de 19e eeuw en wordt wel de vader van de Filipijnse schilderkunst genoemd. Andere belangrijke Filipijnse schilders zijn onder andere Félix Hidalgo en Juan Luna, twee schilders uit de tweede helft van de 19e eeuw; Fernando Amorsolo, die bekend werd door zijn landschappen van met name het Filipijnse platteland; Jose Joya, bekend om zijn abstracte en expressionistische kunst; de muurschilders Carlos Francisco en Vicente Manansala; en de modernistische schilders Hernando R. Ocampo, Victorio Edades en Arturo Luz.

### Architectuur
Ook de Filipijnse architectuur is beïnvloed door diverse stijlen vanuit verschillende culturen. Veel historische gebouwen zijn uit de Spaanse koloniale tijd. De historische binnenstad van Vigan en de barokkerken van de Filipijnen zijn hiervan een goed voorbeeld en staan sinds de jaren 90 op de UNESCO Werelderfgoedlijst. Vooraanstaande Filipijnse architecten uit het verleden waren onder meer Juan Nakpil, Pablo Antonio en Leandro Locsin, alle drie Nationaal kunstenaar van de Filipijnen; Juan Arellano; Otilio Arellano, Fernando Ocampo, Carlos Arguelles en Tomas Mapua. Een toonaangevende Filipijnse architect van deze tijd is Francisco Maňosa.

### Muziek

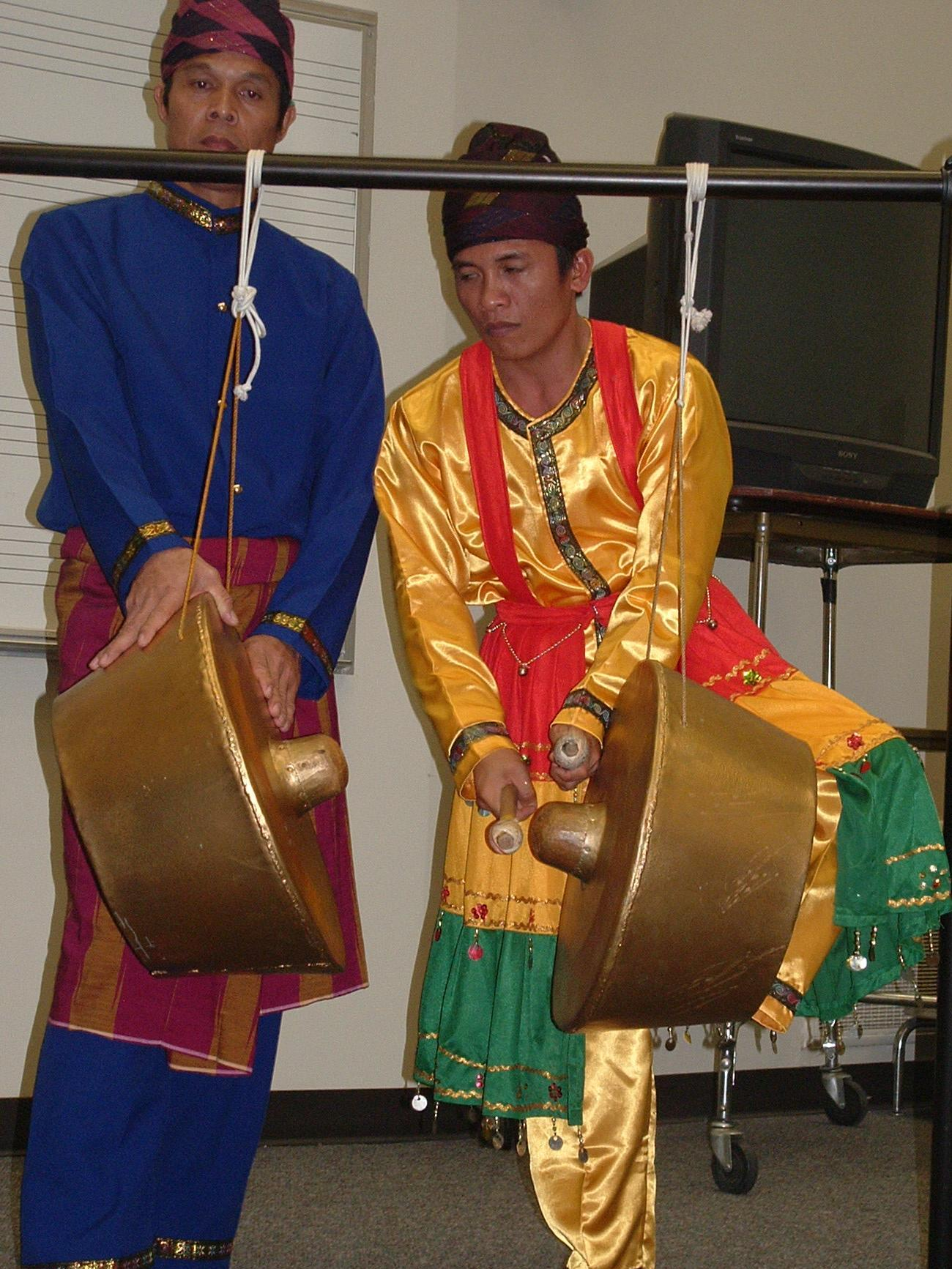
De agung

Voor de komst van de Spanjaarden maakten de inwoners van de Filipijnen muziek met een grote variëteit aan instrumenten. De meest gebruikte instrumenten waren slag-, blaas en snaarinstrumenten. Enkele voorbeelden zijn de tumpong, de agung, de kulintang, de dabakan, de kalaleng en de dayuday. De onderwerpen waarover werd gezongen varieerden van helden en goden tot allerdaagse zaken zoals oogsten of vissen. Ook zong men op feestelijke gelegenheden zoals een huwelijk, een geboorte of overwinningen tijdens veldslagen. Muziek werd ook gebruikt om de boze geesten te verdrijven, of juist met de bedoeling gezegend te worden door goede geesten. De kolonisatie door de Spanjaarden vanaf 1565 veranderde de muziek in het land. Muziek was voor de Spanjaarden een middel om het katholieke geloof dichter bij de lokale bevolking te brengen. Traditionele muziek werd sterk ontmoedigd en begon hierdoor in de loop der tijd langzaam te verdwijnen. Tegenwoordig speelt alleen de kleine groep van etnische minderheden, met name in het zuiden, nog de traditionele muziek. Daarvoor in de plaats kwamen katholieke gezangen en westerse instrumenten zoals het orgel, de harp en de gitaar. De Amerikaanse koloniale periode gedurende de eerste helft van de 20e eeuw bracht opnieuw veranderingen op muzikaal terrein. Populair werden de vaudeville- (bodabil), cabaret- (kabaret) en kundimanvoorstellingen. Door de invoering van het Amerikaanse onderwijssysteem werden in deze periode ook de eerste Filipijnse componisten opgeleid. Door hun Amerikaans georiënteerde opleiding was hun werk ook volgens Westerse idiomen en standaards.
De hedendaagse popmuziek wordt nog steeds gekenmerkt door een voorliefde voor Amerikaanse cultuur. Amerikaanse popmuziek wordt veelvuldig gedraaid en de muziek van de meest populaire Filipijnse artiesten onderscheidt zich er niet veel van. In de jaren 70 ontstond er wel een stroming binnen de Filipijnse popcultuur van artiesten die popnummers in het Tagalog zongen en soms ook wat Filipijnse elementen toevoegden. Deze muziek wordt Original Philipino Music, (OPM) genoemd. Een voorbeeld daarvan is de folkrockband Asin, die met name in de jaren 70 en 80 succes boekten met protestliedjes in het Tagalog en daarbij mede gebruikmaakten van traditionele lokale instrumenten zoals de Kulintang. De meest succesvolle muzikant binnen de OPM-stroming was Freddie Aguilar die in de jaren 80 internationaal een bekende naam werd door zijn nummer Anak, dat wereldwijd in hitlijsten stond. Zijn nummer Bayan Ko werd in de Filipijnen een populair anti-Marcos protestlied. Tegenwoordig is de definitie van OPM breder en worden ook populaire Filipijnse artiesten die (soms) wel in het Engels zingen veelal tot OPM gerekend. Populaire Filipijnse popartiesten zijn onder anderen Nora Aunor, Sharon Cuneta, Pops Fernandez, Kuh Ledesma, Jose Mari Chan, Ryan Cayabyab, Joey Ayala, Nina, de rockband Eraserheads en de jonge Charice Pempengco.
Internationaal bekende Filipijnse muzikanten in andere muziekstromingen zijn onder meer klassiek pianiste Cecile Licad, componist en dirigent Antonio Molina en componist Felipe de Leon. Bekende orkesten zijn het Philippine Philharmonic Orchestra en het Manila Symphony Orchestra. De Philippine Madrigal Singers is een internationaal gerenommeerd koor van de University of the Philippines. Andere bekende muzikanten zijn de inmiddels overleden jazzpianist Bobby Enriquez en musicalster en zangeres Lea Salonga, die beroemd werd door rol in de Broadway musical Miss Saigon. Ook zijn er diverse internationaal succesvolle Filipijns-Amerikaanse zangers als Nicole Scherzinger van de Pussycat Dolls, rapper Apl.de.ap van de The Black Eyed Peas, zangeres en actrice Vanessa Hudgens, singer-songwriter beabadoobee en, wat langer geleden, R&B-zangeres Sugar Pie DeSanto.

### Film
Film neemt in de Filipijnen een belangrijke plaats in en het land kent dan ook een grote lokale filmindustrie met een lange historie. De laatste jaren ondervinden de lokale Tagalogfilms echter veel concurrentie van de Engelstalige Hollywoodfilms. Hoewel de lokale films in de Filipijnen vaak erg populair zijn, boeken ze in het buitenland meestal weinig succes. Enkele uitzonderingen daarop zijn de films Jaguar (1979) en Bayan Ko: My Own Country (1984) van regisseur Lino Brocka, die met beide films werd genomineerd voor een gouden palm op het Filmfestival van Cannes, en Himala (1982) van Nora Aunor, die onder meer werd genomineerd voor een Gouden Beer op het Internationaal filmfestival van Berlijn. Meer recent won Brillante Mendoza op datzelfde festival de prijs voor beste regisseur, met Kinatay (2008). Enkele van de meest succesvolle Filipijnse acteurs zijn Joseph Estrada, Fernando Poe jr., Eddie Garcia, Christopher de Leon en Rudy Fernandez. Tot de meest succesvolle actrices van het land behoren onder meer Charito Solis, Vilma Santos, Nora Aunor en Lorna Tolentino. In de laatste tientallen jaren gebruiken sommige Filipijnse filmsterren hun bekendheid voor een carrière in de Filipijnse politiek. Het succesvolste voorbeeld daarvan is Joseph Estrada, die in 1998 tot president van de Filipijnen werd gekozen, nadat hij eerder al burgemeester en senator was. Een andere filmster, Fernando Poe jr., werd bij de presidentsverkiezingen van 2004 maar nipt verslagen door zittend president Gloria Macapagal-Arroyo.

### Keuken

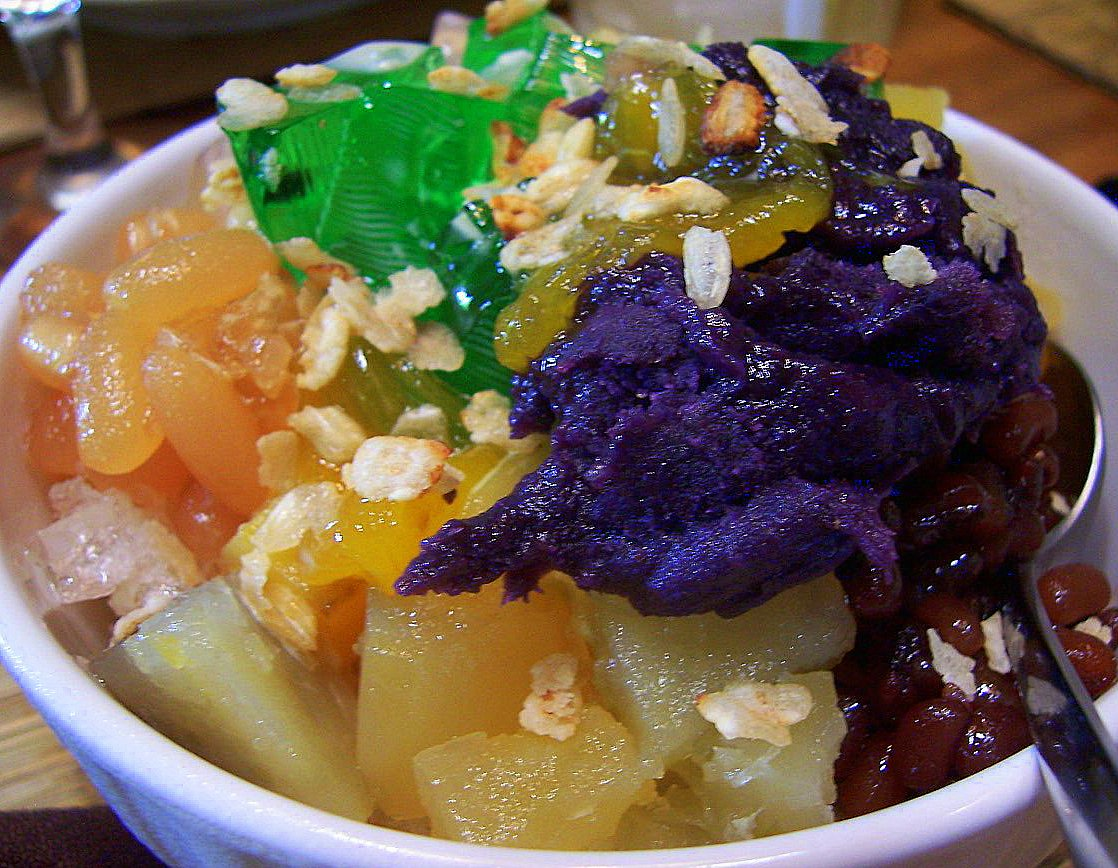
Halo-halo is een nagerecht gemaakt van ijs, melk en diverse vruchten.

De Filipijnse keuken is in de loop der tijd geëvolueerd tot een mix van traditionele en buitenlandse invloeden uit de keukens van voormalige kolonisatoren Spanje en de Verenigde Staten en naburige Aziatische landen, zoals China. Maaltijden variëren van erg simpel, zoals gezouten vis met rijst tot complexer, zoals de paellas en cocidos die speciaal voor de lokale fiestas worden bereid. Populaire gerechten zijn onder andere lechon, adobo kip of varkensvlees, sinigang, kare-kare, tapa, krokante pata, pancit, loempia en halo-halo. Enkele veelgebruikte lokale ingrediënten zijn calamondins, kokosnoten, saba (een kleine soort bakbanaan), mango's, bandeng en vissaus. Hoewel er in de Filipijnse keuken zeker gebruikgemaakt wordt van specerijen, zijn de gerechten niet zo heet als die van sommige buurlanden.
In de Filipijnen wordt in tegenstelling tot veel van de buurlanden geen gebruikgemaakt van eetstokjes, maar van bestek. Vanwege de samenstelling van de Filipijnse maaltijden, met veel rijst en stoofschotels, gebruikt men echter vaak een combinatie van lepel en vork in plaats van mes en vork. In plattelandsgebieden wordt ook nog wel op een meer traditionele manier, met de hand, gegeten.

### Festivals en feestdagen

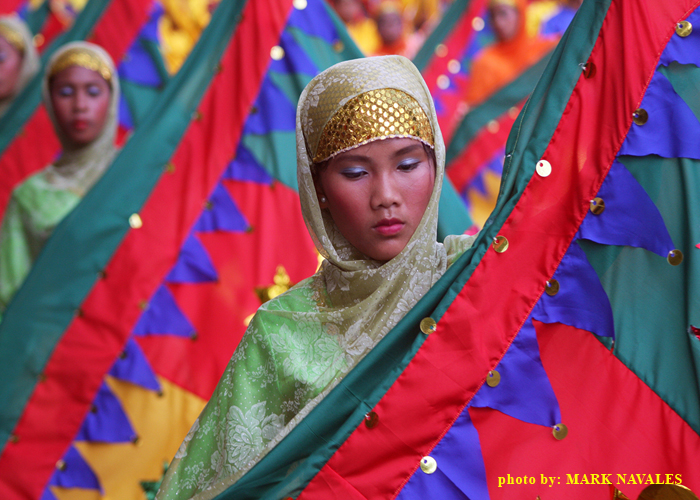
T'nalak Festival in Koronadal (2008)

De Filipijnen kennen veel jaarlijkse festivals en feestdagen. Elk dorp heeft wel een eigen festival. Tijdens dergelijke festivals worden veelal religieuze of historische gebeurtenissen herdacht. Ook zijn er oogstfeesten en festivals ter ere van de lokale beschermheilige. Enkele grote en bekende Filipijnse festivals, die alle drie in januari worden gevierd, zijn het Ati-Atihan festival in Kalibo, Sinulog in Cebu City en Dinagyang in Iloilo City. Ook erg bekend is het Feest van de zwarte Nazarener, waarbij elk jaar op 9 januari honderdduizenden gelovigen een zwart beeld in een massale processie door de straten van Manilla naar Quiapo Church dragen. In mei wordt in dorpen en steden door het hele land Flores de Mayo gevierd. Met dit festival, ter ere van de Heilige Maagd Maria, viert men het einde van het droge seizoen.
De traditionele christelijke feesten en feestdagen zijn in de Filipijnen erg belangrijk. Met Pasen ligt het openbare leven in de Filipijnen een week stil wanneer iedereen in het land vrij is voor de heilige week. Voorafgaand aan de heilige week wordt op Goede Vrijdag op diverse plaatsen de kruisiging van Jezus herdacht. Ruggen worden tot bloedens toe geslagen met scherpe bamboetakken en elk jaar laten sommige mannen zich in de stad San Fernando daadwerkelijk kruisigen. Op Allerheiligen herdenken veel Filipino's op de begraafplaatsen hun overleden dierbaren. De stemming op die dag is echter opgewekt. Men organiseert picknicks en doet spelletjes met elkaar. Ook kerst wordt uitvoerig gevierd. Eind september verschijnen de eerste kerstversieringen al in de winkels en wanneer kerst nadert, hangt overal een kerstsfeer. In de aanloop naar kerst bezoeken de katholieken veelvuldig de mis en zeker met de mis op kerstavond is het erg druk. De kerstdagen zelf zijn voor familiebezoek. Tussen kerst en oud en nieuw is bijna iedereen vrij.
Enkele specifieke landelijke Filipijnse feestdagen zijn de Day of Valour (Araw ng Kagitingan), Independence Day (Araw ng Kasarinlan) en Rizal Day. Op de Day of Valour, die gevierd wordt op de dichtstbijzijnde maandag bij 9 april, wordt de Dodenmars van Bataan aan het begin van de Tweede Wereldoorlog herdacht. De viering van de onafhankelijkheid werd door president Diosdado Macapagal verplaatst van 4 juli, de dag dat de Filipijnen daadwerkelijk onafhankelijk werden van de Verenigde Staten, naar 12 juni, de dag dat de leider van de revolutionaire beweging Emilio Aguinaldo in 1898 de onafhankelijkheid uitriep. Op Rizal Day herdenkt men op de dichtstbijzijnde maandag bij 30 december de dood van de nationale Filipijnse held, José Rizal.